# Toponymie de Gassin
 (janvier 2017).
Si vous disposez d'ouvrages ou d'articles de référence ou si vous connaissez des sites web de qualité traitant du thème abordé ici, merci de compléter l'article en donnant les références utiles à sa vérifiabilité et en les liant à la section « Notes et références ».

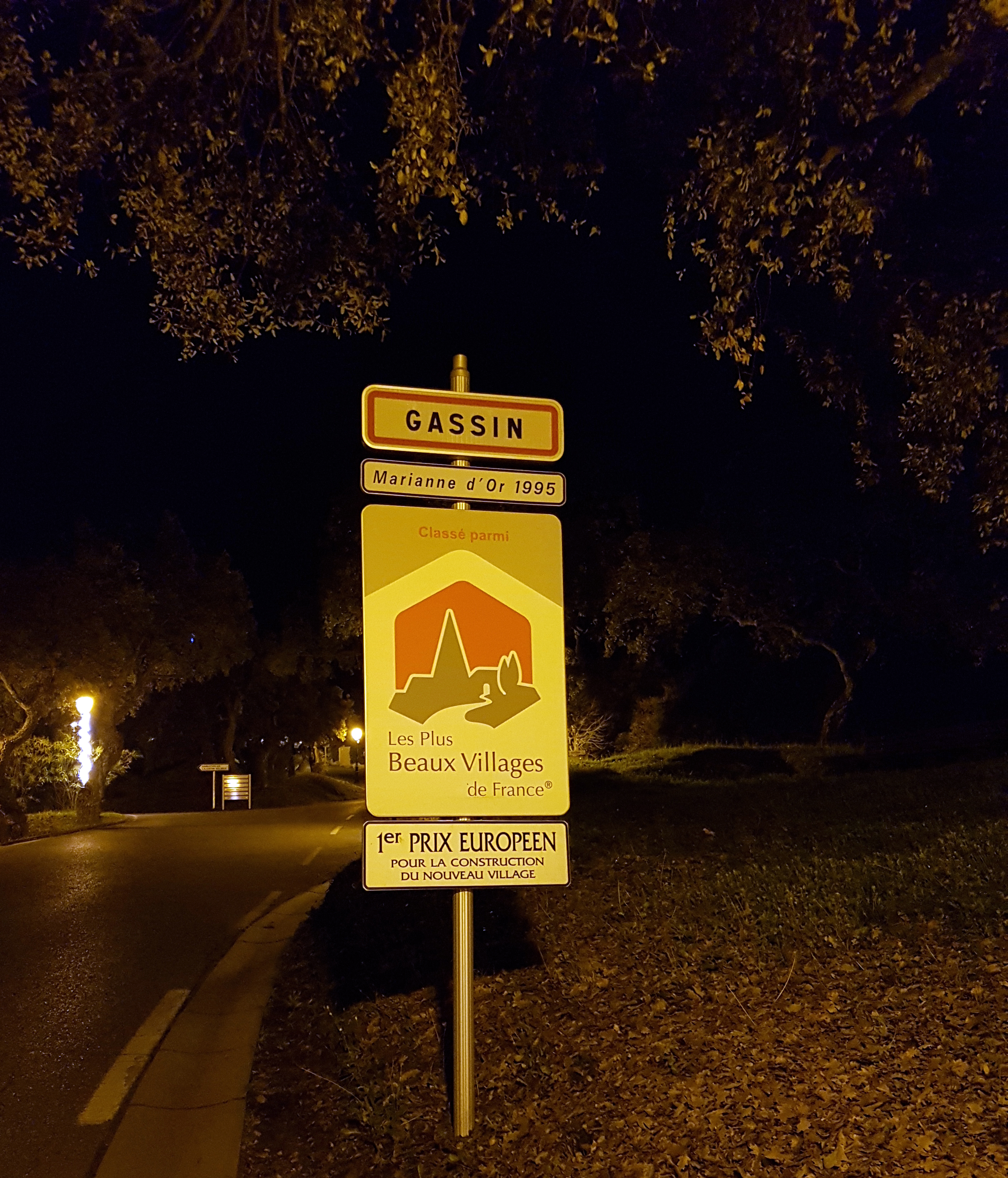
Panneau d’entrée de village à Gassin

La toponymie de Gassin est la description (étymologie, histoire, usage) des noms de lieux (toponymes), de voies (odonymes) et de cours d'eau (hydronymes) de cette commune provençale du département du Var. Les habitants de Gassin ont attribué au cours des temps des noms aux lieux qu’ils fréquentaient. Ils ont été inspirés par la géographie de ce territoire des Maures, les hommes qui le peuplent, leurs croyances, leur organisation sociale, les activités économiques et leur implantation dans l’espace. Suivant l’évolution de la société, de la langue parlée, des populations présentes, les toponymes ont évolué, se sont superposés, disparaissant parfois. Ils témoignent de la vie des hommes et de l’histoire du village. La toponymie de Gassin a été étudiée de manière détaillée par Élisabeth Ulrich-Sauze.

## Les différents âges de dénominations des noms de lieux

### Héritages anciens
Le territoire de la commune était habité au moins dès le néolithique. Deux toponymes à l’origine ou l’existence contestées, ceux du village même de Gassin et du quartier d’Avignon, sont considérés comme pré-celtiques. Cependant, le premier est l’objet d’autres interprétations et le second, qui n’apparait qu’à une reprise, sur la carte de Cassini. 
La colonisation grecque dans la région est à l’origine du nom Athénopolis, dont la localisation n’est pas certaine, identifiée sur la côte entre Cavalaire-sur-Mer et Sainte-Maxime et plus particulièrement dans le golfe de Saint-Tropez, dans le secteur de cette ville, possiblement sur la côte gassinoise. 
L’implantation romaine, attestée par la présence de villæ, a laissé peu de traces directes. Le village, qui apparaît en 1056 dans un cartulaire de l’abbaye de Saint-Victor de Marseille sous le nom de Bourrian (castri Borriani), disparaît dans les années qui suivent pour laisser la place à Garcin qui deviendra Gassin.
La plupart des toponymes connus le sont par le provençal, qui se fixent en français avec les premiers cadastres. Ils désignent des éléments géographiques auxquels peuvent être attachés des noms de personnes ou des adjectifs : sources (Bonne Fontaine), trous d’eau (Gourbenet), pâturages (Pré Martel), rochers (Roucas de Casteou), etc.
Une partie de ces noms ont été francisés et demeurent compris aujourd'hui alors que l’orthographe et le sens d’autres ont changé (Val de Bois, qui aurait dû être traduit par Val du Loup).

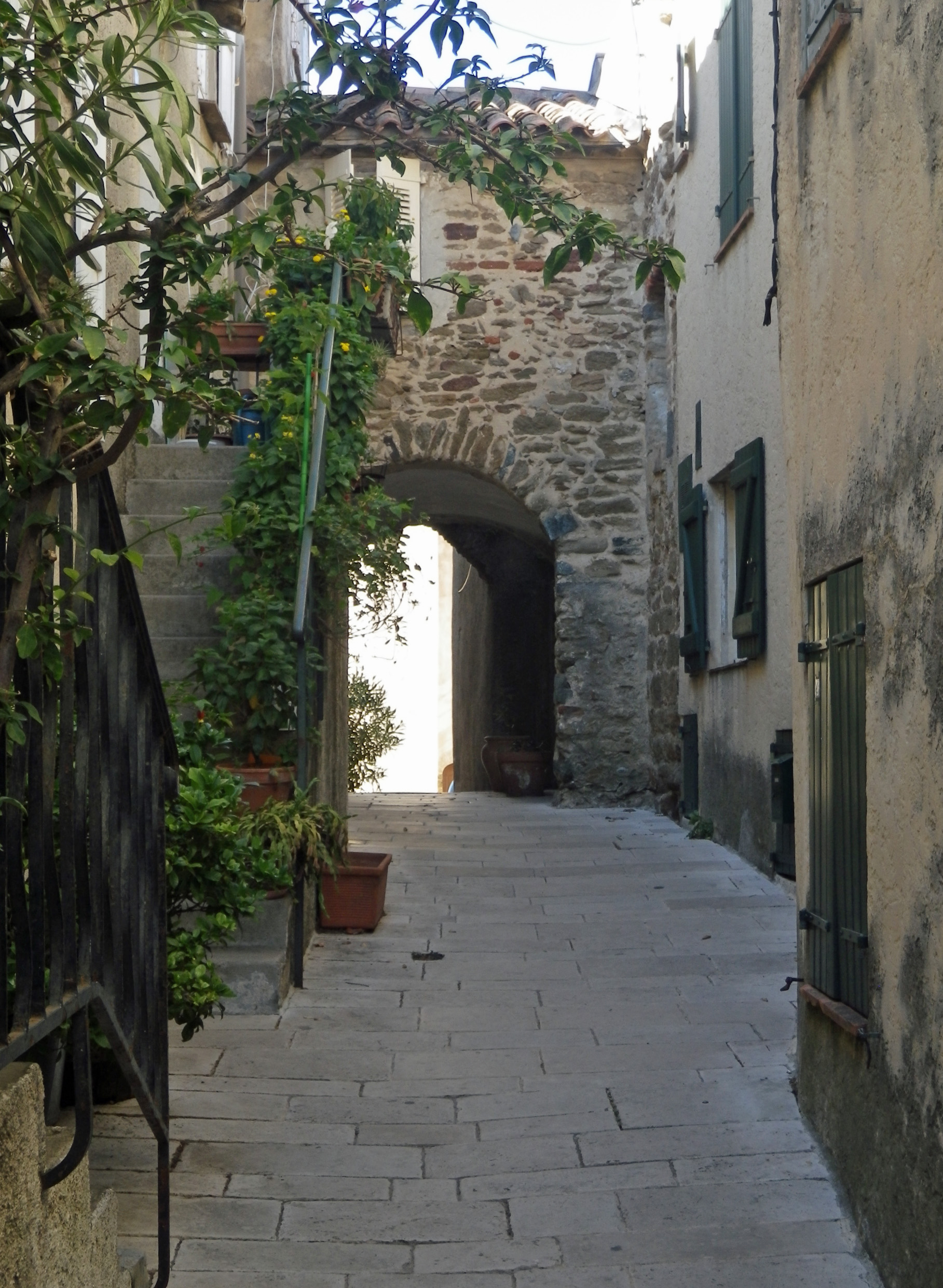
La rue du Fort, qui fut la première rue du village de Gassin

### L’ère moderne
Avec la généralisation et les progrès de la cartographie, les noms de quartiers se figent. Seuls quelques noms connus apparaissent depuis le XIXe siècle : ceux de la Gare, le bâtiment et la fonction ont pourtant disparu depuis la fin des années 1940, ou les Torpilles. Tous deux correspondent à une ère industrielle qui a peu touché le golfe de Saint-Tropez par ailleurs, son économie traditionnelle dominée par l’agriculture se muant en industrie touristique.
L’exception est formée par les noms de rue et de quartier au village, qui subissent une profonde modification : la place du Saint-Esprit, la rue droite ou la rue du Marquat disparaissent, remplacées par la place de la mairie, la rue Longue ou la rue Centrale.
Les voies de communications se multiplient au XXe siècle et avec elles les noms de rue, de quartier, de lotissements ou de parcs résidentiels. C’est le cas avec la création de lotissements et de parcs privés et des noms de peintres au hameau de Gassin, de clubs de golf aux résidences du Golf, d’oiseaux à Sinopolis ou de plantes provençales au parc Oasis.
Les voies publiques sont l’objet à la fin du XXe siècle d’une dénomination officielle au village, qui se dote de plaques de rue. La construction du nouveau village par l’architecte François Spoerry est l’occasion de la création de plusieurs voies aux inspirations diverses : reprises de microtoponymes anciens (rue de Galembert), appellations utilitaires comme autrefois (rue des Écoles) ou hommage à des personnalités historiques (place Hannibal de Châteauneuf) ou moderne (rue Marie-Louise Raymond), toujours locales. À l’extérieur, une partie des noms de rue actuels a repris d’anciens noms de quartiers (chemin de Longagne, chemin de Bagary, chemin de Barbarie).
Ponctuellement depuis, des noms apparaissent, avec la construction de nouveaux ensembles, comme l’allée du Trident en 2016 aux Marines de Gassin. Certaines places publiques oubliées jusqu’ici sont également officiellement dénommées. Ce fut le cas des trois places à l’entrée du village baptisées en 2016 du nom de trois soldats gassinois du 15e Corps morts pour la France, faisant oublier les noms utilisés (parking de la Fontaine, parking Chapelle).

## Géographie

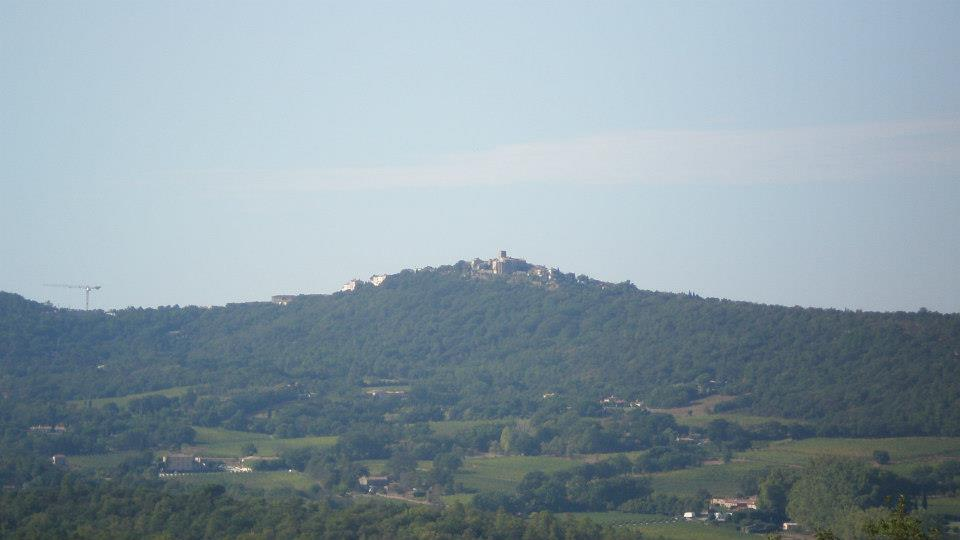
Le village perché de Gassin, vu du quartier Bertaud.

### Le relief
Le caractère accidenté du territoire gassinois explique l’abondance d’oronymes.

#### L’origine discutée du nom de Gassin
Le nom du village de Gassin est l’objet de plusieurs hypothèses.
Une supposition répandue parmi les auteurs du XIXe siècle, parfois modernes et largement répandue aujourd’hui,, est celle d’un dérivé du latin Guardia Sinus. Le nom du village lui viendrait de son rôle de « Gardien du Golfe ».
Le toponymiste Charles Rostaing propose comme origine la plus probable les racines indo-européennes kar (« pierre perchée ») et sen (« colline », « bâti sur un rocher ») commune à plusieurs villages provençaux : La Crau, Cassis et le Carso. Cela aurait produit Garcin.
Frédéric Mistral évoque l’origine latine Garcinum, qui a donné Garcin, Garci, précisant que le nom est attesté comme nom de famille en Provence. Élisabeth Ulrich-Sauze, auteure d’une thèse de l’École nationale des chartes sur les toponymes des cantons de Grimaud et Saint-Tropez, penche pour un nom de famille d’origine germanique, classant Gassin dans les noms de lieux d’origine indéterminée.

La même racine, ou le nom de Garcin/Gassin, a donné plusieurs toponymes dans le golfe de Saint-Tropez : l’ancien castrum des Garcinières, à Cogolin, Gassine, un hameau du Plan-de-la-Tour et Gassinière, ancien nom de quartier entre Gassin et La Croix-Valmer. A Gassin, près des Moulins de Paillas, existent également les Barri de Gassin. Il s’agit du plus haut point de la commune, à 322 mètres. Un oppidum datant de l’Âge du fer existait autrefois à cet endroit. Il a été détruit pour la construction d’antennes dépendant du ministère de l’Écologie, de l’Énergie, du Développement durable et de l’Aménagement du territoire. Il s’appelle aujourd’hui le Radio Phare,.

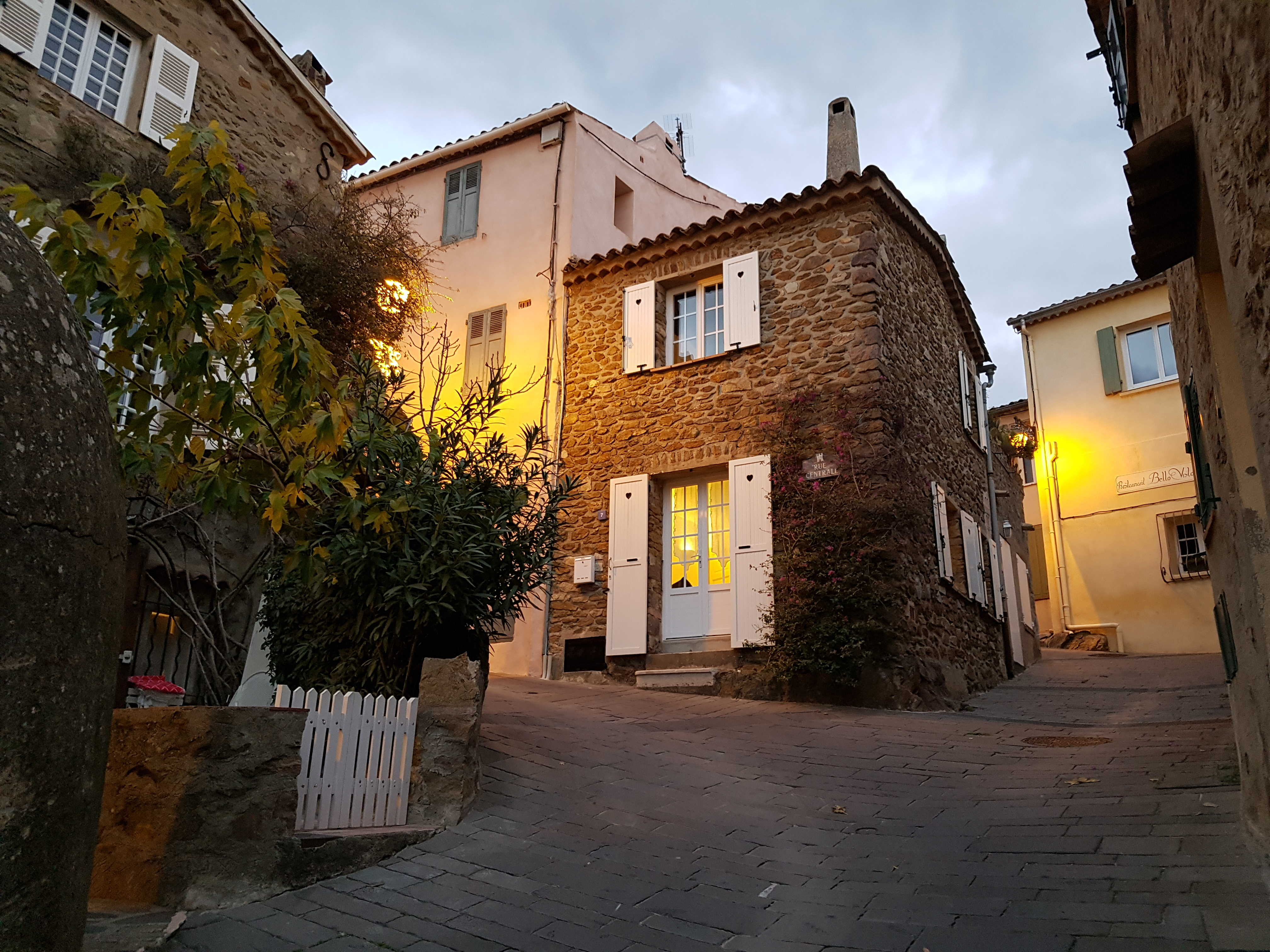
Angle de la rue Centrale et de la rue de la Calade à Gassin.

#### Les hauteurs
Plusieurs toponymes ont été créés à partir de la forme du provençal colo, colline, du latin collis, ou avec le diminutif coulet. Tous ont disparu à part la Colle Bertaud, dans le  nord de Gassin, colline qui descend vers la mer et le Château Bertaud au nord. Le toponyme est formé avec le nom de personne devenu nom de lieu. Les autres étaient également formés avec des noms : la Colle du Loup (colline descendant vers la Bouillabaisse, avec le nom d’animal), la Colla de Lunaut (avec un nom de personne), la Collo de Sanct-Tropes (avec le nom de lieu), la Colla de la Val (avec le nom commun géographique), Colletum et le Collet des Moulieres (avec le nom de lieu) ou un qualificatif : la Colle de Mallaval (dans le quartier des Gassinières, avec le nom Mallaval, formé de val et de mal, mauvais).
Le quartier de Coste Brigade était originellement connu comme Coste Bregade. Il désignait alors le versant de la colline allant du village à Barbeyrolles, jusqu’à la Berle Il a été repris comme nom aujourd’hui pour le chemin vicinal numéro un dit route de Coste Brigade. Le nom dérive de costo, « côte, penchant d’une montagne, rampe » et d’un dérivé du participe passé de l’ancien provençal albergar, « héberger, loger », connu comme nom de famille.
Les Cuguières désigne une colline à la frontière entre Gassin et Ramatuelle. Le sommet des Cuguières est les Barri de Gassin, où s’élevait autrefois un oppidum. Il s’agit du point culminant de Gassin, à 322 mètres. Le nom serait un oronyme dérivé, comme Cogolin, Cuguyon et Cuguillat, du latin cuculus (capuchon) et du provençal cuculhat (huppé).
L’Escaled est un quartier au sud du village, près de Ramatuelle ; il a donné son nom à la route de l’Escaled. Ce nom est un diminutif dérivé de l’ancien provençal escalo, « échelle, escalier, montée ».
Le quartier de Malleribes désigne une colline au nord de Gassin descendant vers la mer. Le nom vient de l’adjectif provençal mau, malo, « mauvais » avec ribo  « côte escarpée ». Ce dernier a également donné Las Ribas, peut-être confondu avec le premier. Exposé aux vents et autrefois peu peuplé, le quartier est aujourd’hui urbanisé. La plage à l’extrémité nord du quartier a pris le même nom.
La Motte est un quartier situé dans l’ouest de Gassin et dont le nom vient de l’ancien provençal mota, « colline, éminence, tertre ».
La montagne du Peinier se trouve aux confins de Cogolin, Gassin et La Croix-Valmer. Ce site boisé abrite quelques ruines. Le nom dérive de pue, puey, via l’adjectif puat, « puy, colline isolée, sommet » avec l’adjectif -nier, « noir ». Deux autres quartiers ont porté des noms formés avec ce nom : Pueygros, nom de quartier aujourd’hui oublié, avec l’adjectif -gros, « gros, grand », et La Puada, avec l’adjectif puât dans le sens de « montée, roidillon, pente ascendante ».

#### Dans les vallées
Trois noms sont utilisés pour désigner les vallées.
La liste est longue des noms de lieux créés à partir de cros, « creux », désignant souvent un fond de vallée propice à l’agriculture. Seul le Cros de Martin, quartier situé à l’ouest du village sous le cimetière, dont le nom est formé avec le nom de personne, existe toujours. Les autres sont aujourd’hui oubliés : le Cros, utilisé seul et, avec les noms d’hommes, de saints et de lieux : le Cros de Galambert, le Cros de Johan, le Cros de la Berla, le Cros de la Bonne Font, le Cros de la Moute (aujourd’hui remplacé par Caruby ; voir la Motte), le Cros de la Roguiera, lo Cros de las Loboas (voir Val de Bois), Lo Cros de Mege, Le Cros de Saint-Martin, lo Cros de Sanct Sperit, lo Cros de Val Longanha, lo Cros de Villa Vielha (voir Ville Vieille), le Cros du Moulin de Verdagne.
Les mots provençaux plan et plano, de même sens, sont à l’origine de nombreux toponymes, dont un seul a survécu : la Plaine, quartier situé au nord du village, entre la Foux, la Citadelle et Bertaud. De nombreux autres lieux-dits étaient autrefois désignés ainsi : le Plan (ou le Plan de Gassin), lo Plan de Borriam, lo Plan de l’Olme, la Plaine de Bertaud, la Plaine de Grand Devens, la Plaine de Saint-Martin, la Plaine du Mollin, la Plaine du Puis. Le pluriel : les Plaines de Billieu, les Plaines du Perussier, las Planas de la Gastoa, las Planas del Brahosc, las Planas del Molin dels Benes, et, avec le dérivé planestèu, « plateau, terrain plat et élevé » : lo Planestial.
Le Val de Bois est toujours aujourd’hui accidenté et boisé ; il s’étend du quartier Bertaud au nord à la frontière entre Gassin, Ramatuelle et Saint-Tropez au nord-est. Son nom dérive du provençal vau, via le latin vallis, « vallée », accompagné d’un adjectif substantivé de lupus, « loup ». Le toponyme a été repris pour un odonyme de la résidence de Sinopolis, l’allée du Val de Bois. Le diminutif a également donné lo Valoun de Mege, aujourd’hui inusité. Le nom Valescure désigne une petite vallée et rivière touchant aux Barri de Gassin ; il vient de vau, accompagné de l’adjectif -escur, « obscur, sombre ».

### L’eau
Dans un territoire bordé par la mer Méditerranée, au fond du golfe de Saint-Tropez, la présence humaine à Gassin s’est organisée en fonction de la présence de l’eau. Élément irremplaçable et positif pour les hommes, les bêtes et les cultures, l’eau peut porter une image négative, véhiculant la maladie, comme dans les anciens marais de la Foux, ou lors d’inondations soudaines. 

#### Cours d’eau
Les hydronymes figurent souvent parmi les noms aux racines les plus anciennes. Cela explique que certains noms, comme celui du Bélieu, soient inexpliqués  (voir au chapitre des noms d’origine indéterminée). Les autres tirent leur nom du provençal, à une exception près (voir le chapitre « Hommes et Dieux » pour le Bourrian et Flore pour la Berle).
L’exception est Avignon , nom de plage et de quartier (canton d’Avignon), situé sur la Carte de Cassini entre les quartiers actuels de Bertaud et Bouillabaisse. Ce serait un dérivé d’une racine pré-indo-européenne comme la ville d’Avignon : ab-ên suivi du suffixe -i-ōn(e), connu par le grec Аὐενιὼν (Auenion) et le latin Avennĭo. Son existence est cependant remise en doute, car il n’apparaît que sur cette seule carte : il pourrait s’agir d’une confusion avec un nom du territoire de Grimaud, plus au nord. 
Le provençal rial, riau, « rivière » a donné le Real de Gassin, avec le nom de ville. Il s’agit d’un ancien nom de la Bouillabaisse, ruisseau qui sépare Gassin de Saint-Tropez. Il apparaît sur la carte d’État-Major sous le nom de ruisseau de Gassin. Le diminutif rialet, a donné lo Rialet, ancien nom d’un ruisseau au sud-ouest du village,. Le même a donné rivalet, utilisé à Sinopolis pour une avenue du Rivalet. Le provençal revou, « tournant d’eau, endroit où l’eau tourbillonne »,, est à l’origine du Revau, lieu-dit aujourd’hui oublié situé sur le cours du Bourrian. Le même a donné rivalet, utilisé à Sinopolis pour une avenue du Rivalet.
Le provençal regoun, « petit ruisseau », diminutif de rego, « raie, sillon », a fourni deux noms. Rogon de la Valette désigne un lieu-dit et un chemin situé au nord-est du village, près de Saint-Tropez. Le nom était à l’origine Regon des Villettes, formé avec l’ancien provençal vileta, diminutif de vila, « ferme, maison de campagne », dont le sens s’est perdu et transformé. Un autre nom, aujourd’hui oublié, peut en être rapproché : lo Regon del Pontilhal, formé avec le diminutif de pont, de même sens qu’en français,.
La Montée de la Rigoulette est un escalier qui relie la rue de l’Aire et la place deï Barri. Son nom provient du nom autrefois donné à un petit ruisseau qui descend du côté sud-est du village vers la Berle, du provençal regouleto, rigouleto « petite rigole »,.
Le Chemin du Vallat est un chemin de randonnée qui, avec le sentier des Sources, le sentier des Restanques et le sentier des Bugadières, forment les Boucles de l’Arlatane, au sud du village. Il doit son nom au provençal « ravin, lit d’un torrent ». Ce nom n’apparaît pas dans les documents anciens ; il s’agit d’un nom donné à la fin du XXe siècle, possiblement à partir d’un ruisseau existant, ces derniers étant nombreux dans ce secteur au dénivelé important. Il existe à Sinopolis une allée du Vallat.

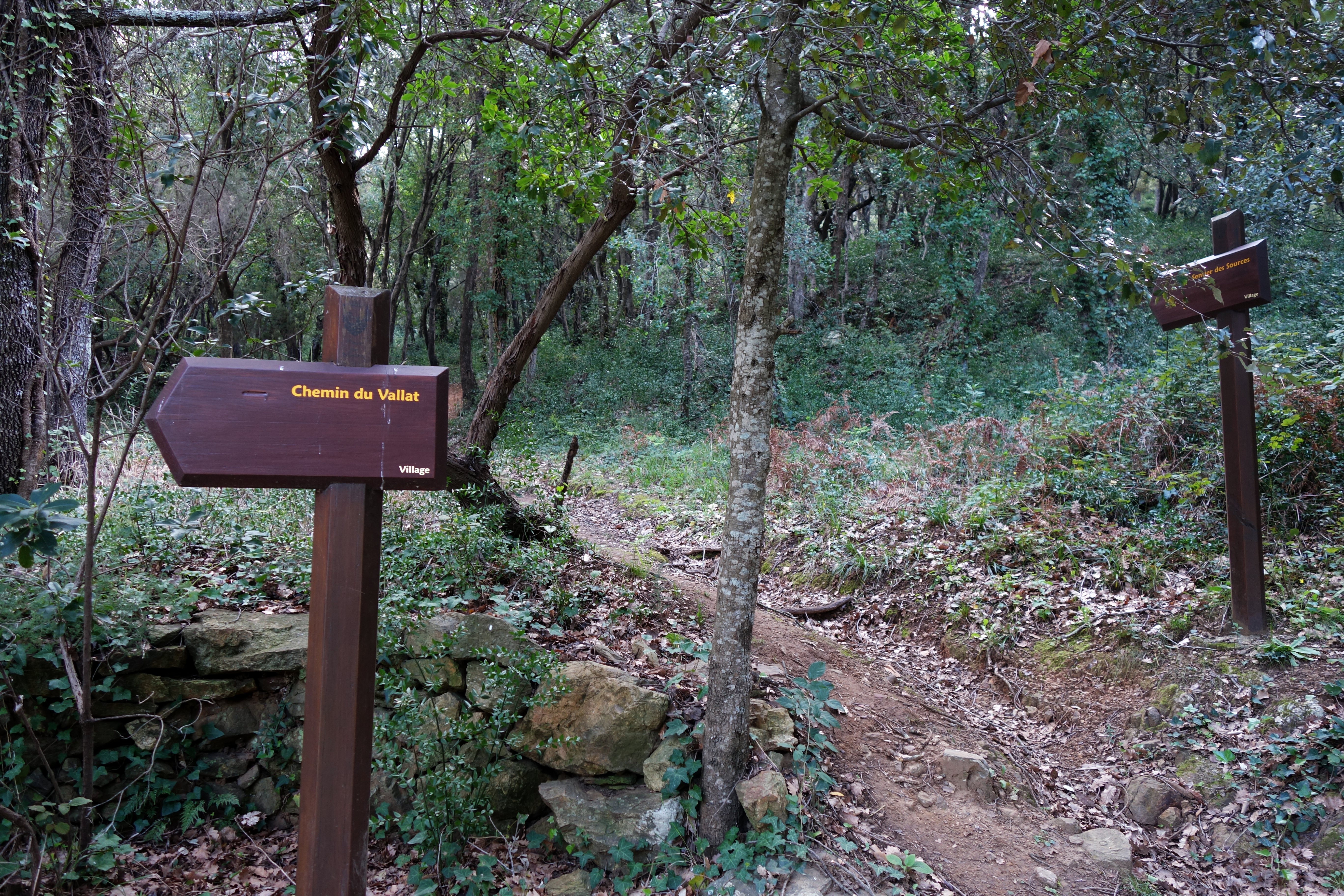
Panneaux d’orientation sur les boucles de l’Arlatane à Gassin

#### Sources et fontaines
De très nombreux toponymes ont été formés à partir du provençal font, dans le sens de « fontaine », accompagnés de noms de personne, de lieu ou d’un adjectif. C’est le cas du quartier de Bonne Fontaine, à l’est du village de Gassin, dont le nom est toujours utilisé aujourd’hui, même si la source est tarie, avec l’adjectif bona, bonne. De nombreux noms ont disparu :  Font d’Angaudo, Font d’Autran, Font de Belieu, Font de Bregas, Font de Cauvet, Font de Grimaud, Font del Castel, Font del Rayol,  Font de Villa Vielha, Font Rolando et Font de Casteu. 
Le nom de la Font Bressat a été construit avec le participe passé du provençal bressa, « bercer, remuer » ; la Font de Frenon, dans le quartier des Moulières, vient du provençal infern, peut-être pour désigner un lieu d’accès difficile. Le terme désigne également la fosse d’évacuation des moulins. La Font del Roure désignait probablement une source à proximité d’un quercus petraea, le chêne rouvre en provençal.

#### Les eaux stagnantes
Plusieurs quartiers de Gassin étaient caractérisés autrefois par leur insalubrité due aux eaux stagnantes ; dans d’autres cas, la présence permanente d’eau était plutôt favorable. Cela est à l’origine de nombreux noms de lieux toujours utilisés. 
C’est le cas de l’un des célèbres quartiers de Gassin, celui de La Foux, connu par son carrefour de La Foux. Il est situé au nord-ouest de Gassin, partagé avec Cogolin. Son nom vient du provençal font, dont le sens a varié de « point d’eau permanent, qui ne tarit pas » à « fontaine ». C’est le premier sens qu’il faut privilégier ici. Le quartier, formé autrefois d’un bras de la Giscle, était autrefois marécageux.
A l’opposé de la commune se trouve le Gourbenet. Ce quartier s’étend à la limite avec la Croix-Valmer le long d’un petit ruisseau, gourg en provençal, de l’ancien provençal gorc, « gouffre ». Le nom ancien était en Gorc Benet, avec un nom de personne. Deux autres toponymes aujourd’hui disparus, lo Gorc de Gandolessa, et lo Gorc de l’Oleta, ont été formés à partir de gorc, ce dernier avec le terme ouleto, « petite marmite » à comprendre comme  « petit creux de rocher ».
Longagne est un quartier au nord-ouest de Gassin. Il désignait autrefois un lieu plus bas dans la plaine, voisin de Mourteires, au sens proche. Ce nom est d’origine provençale, loungagno, devant être compris dans un sens plus ancien : « latrines, cloaque, lieu infect ».
Le quartier de Moulières se trouve entre Rebois et Barbarie, à l’ouest du village. Son nom vient du provençal mouliero, signifiant « prairie marécageuse ». Le nom du quartier de Mourteires, confondu aujourd’hui avec La Foux, vient possiblement de l’ancien français mortier, « boue ». Il s’agirait du diminutif du provençal mourtié, mourteiret. A disparu également le lieu-dit Stagnum, dont le nom désignait une étendue d’eau stagnante.

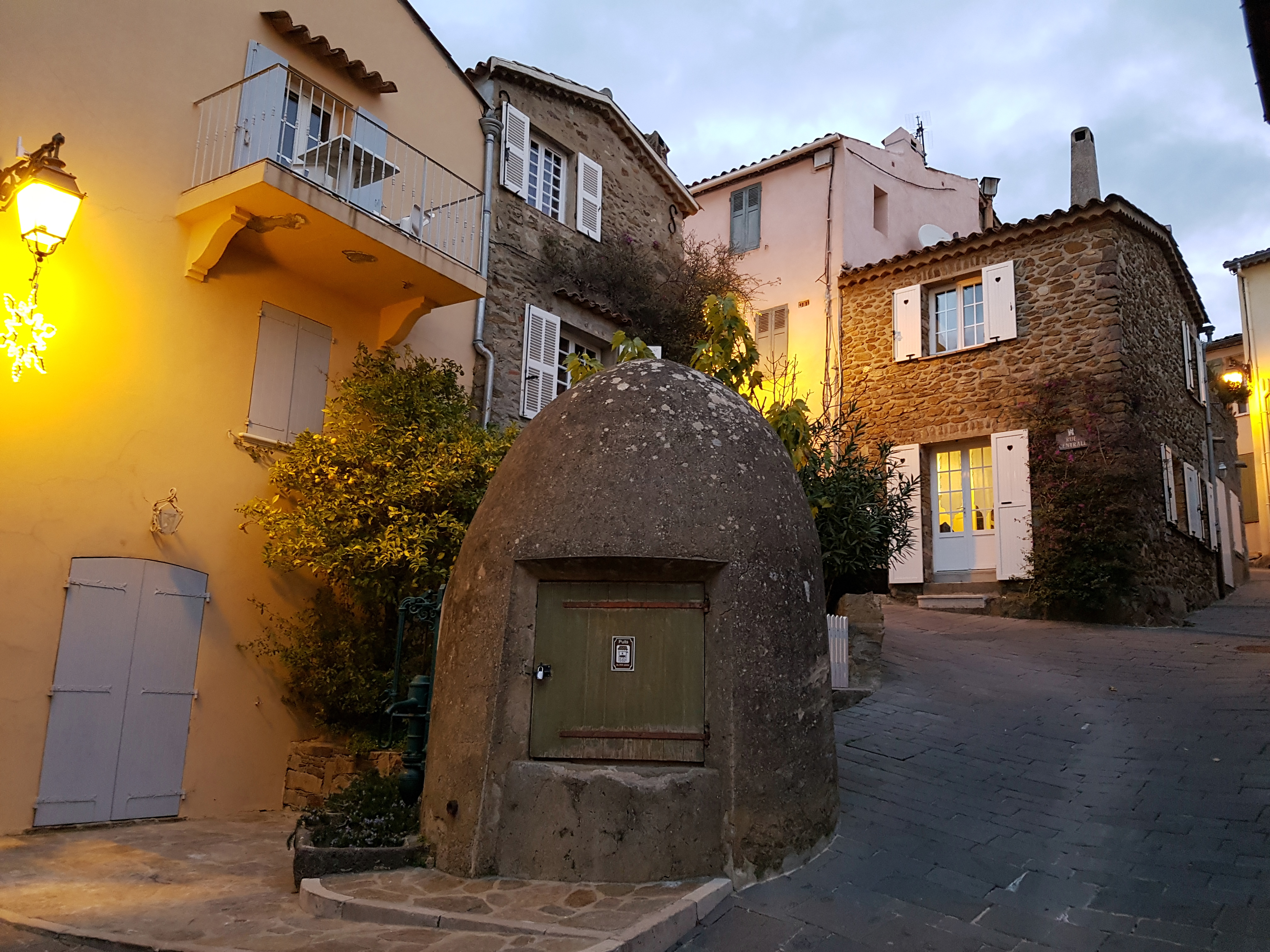
Puits à Gassin marquant le carrefour entre la rue du Puits et la rue de la Calade au village

#### Les puits
La nécessité de pouvoir se fournir en eau a conduit, au village comme dans les plaines, à la création de nombreux puits, dont les noms dérivent du provençal pous. Il en demeure deux sur le domaine public au village, datés du XVIIe siècle, sur les trois qui existaient au XIXe siècle. 
Le lieu-dit du Puits, également dénommé le Bon Puits, désignait une partie du plateau à la sortie sud du village, sur le chemin de Ramatuelle. Il a été construit avec l’adjectif bon, de même sens en provençal qu'en français. Avec l’adjectif « neuf » a été créé le nom du Puis Neuf, lieu-dit oublié et non localisé, à proximité du village. 
Il existe aujourd’hui au village la rue du Puits. Son nom, de création récente, n’apparaît pas dans les documents anciens. Elle fait suite à la rue Longue et conduit à la rue de la Calade. Le puits qu’il désigne se trouve à l’angle de ces deux rues. Il date du XVIIe siècle. 
Au sud-ouest du village se trouve le chemin du Puits Saint-Jean.

### Le sol
La qualité et la composition des sols sont à l’origine de noms qui rappellent les principales caractéristiques géologiques de Gassin. (Voir aussi le chapitre sur l’agriculture). 
Le caractère rocheux et pierreux du sol gassinois apparaît dans de nombreux noms. Roucas dou Castéous, quartier à l’est du village entre Minuty et Barbeyrolles, possède un nom formé du provençal roucas, « rocher », avec casteu, « château ». Deux autres anciens noms de lieux sont issus du provençal roco : La Roquo et La Roqua del Folet. Le nom de lieu, aujourd’hui inusité, Los Clapies, vient du provençal clapier « tas de pierres, terrain couvert de pierres ». Le nom de Lo Gres de Sanct Laurens ancien lieu-dit du quartier de Saint-Laurent, était formé avec le provençal gres, « terrain graveleux, pierreux », et le nom de saint. Un autre nom a existé sur la même forme : lo Gres de Sanct Martim.
Le nom de quartier de Verdagne  au sud du village, pourrait être rattaché aux hydronymes. Il vient du provençal verd, probablement pour désigner un lieu humide et verdoyant. Son nom est  associé au moulin de Verdagne, quartier dont un camping a pris le nom.
Le nom de lieu Rouilloux, désignait un quartier au sud-ouest, à la frontière avec La Croix-Valmer. Il vient du provençal rouious, « rouillé, couleur de rouille », peut-être par association aux espaces peuplés de messugues et de fougères ou à la couleur du sol.
Las Arenas, nom de lieu aujourd’hui disparu, du provençal areno, décrivait un « lieu plein de sable », du « menu sable qui couvre les bords de la mer et des rivières ».
L’Anglade, ancien nom de lieu à l’ouest de la Foux, formé à partir du provençal anglado, signifiait un « angle, [un] coin de terre ».
Le vaste quartier de Fumée Longue s’étend au sud-ouest, entre la Mort du Luc et Bourrian. Son nom vient du provençal familongua et signifie « longue faim », peut-être pour qualifier des terres inhospitalières.

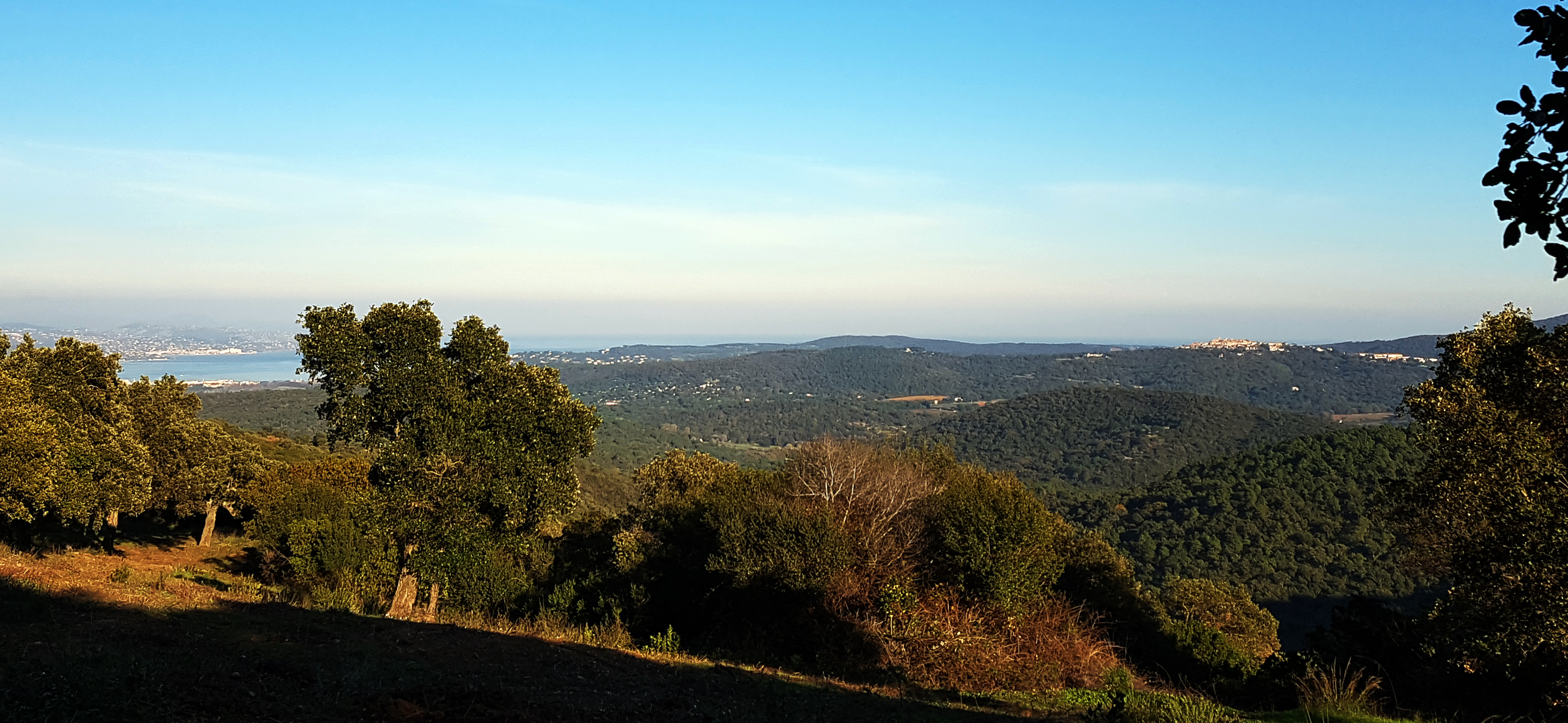
Vue de Gassin et du Golfe de Saint-Tropez depuis Baguairède

### La flore
La végétation a également fourni d’abondants toponymes qui fournissent des indications sur l’état de la nature, son évolution et le rapport de l’homme à son environnement par le choix de décrire certains lieux par la présence d’espèces typiques. (Voir également le chapitre Vergers).
Les pins, si nombreux dans la région, apparaissent dans deux toponymes, dont La Pinède, quartier au nord-est de Gassin, partagé avec Ramatuelle. Le nom vient du provençal pin, de même signification. L’arbre a été utilisé pour désigner un autre nom de quartier, lo Pim de Ricardessa, aujourd’hui disparu. (Pour le quartier de Pin Pinon voir le chapitre consacré à la Vigne). Il existe à Sinopolis une allée des Pins Bouans, nom peut-être formé avec l’adjectif bouan, bon.
Un autre arbre emblématique du territoire apparaît dans un odonyme : La Rampe des Micocouliers. Ce passage en escalier au village permet de rejoindre la rue de l’Enclos et la place deï Barri. Il doit son nom au micocoulier de Provence, dont plusieurs spécimens ornent la place deï Barri.
Le vaste quartier de Bagarède, aux confins de Gassin, la Croix-Valmer et Cogolin doit son nom au provençal baguié, « laurier », avec le suffixe -edo , pour former des « taillis [...] de lauriers ». Il a donné son nom à la piste de Bagueirède Nord, qui traverse la commune du nord au sud depuis Font-Mourier jusqu’au quartier de Bagueirède et à un quartier au nord-est de ce dernier : Bagueirède Haute.
Les lieux humides et leur végétation spécifique ont fourni plusieurs toponymes, dont l’un des plus répandus : La Berle. Ce nom désigne un quartier, une fontaine, une rivière et une route à l’est du village. Elle relie la plaine de Gassin au nord au village par l’est en passant par les deux hameaux devenus domaines viticoles : Minuty et Barbeyrolles. Son nom vient du provençal berlo, « berle dressée » plante aquatique présente dans le Var. L’ancien nom de lieu aujourd’hui oublié Lo Canier est issu du provençal cana, « canne de Provence, roseau cultivé [...] commune dans les lieux marécageux de la Provence méditerranéenne » et son dérivé canier, « cannaie, lieu planté de cannes ». Le nom du quartier des Jonquières, au nord, près de la Foux, du provençal jounguiera, signifie « jonchère, lieu couvert de joncs ». Le nom s’écrivait autrefois au singulier.
Trois espèces d’arbres appréciant les lieux humides ont donné leur nom à des lieux-dits, aujourd’hui inusité : Champ de l’Hormeaud, dans le secteur de Bélieu, dont le nom est issu du provençal olme, traduit en français en orme. Lo Fraysse, au sud du village, doit son nom au provençal fraisse, « frêne ». Avec le suffixe -eda, il a formé un autre nom de quartier aujourd’hui inusité : la Fraysseda. Le frêne a été à l’origine du nom même de la région, longtemps connue comme le Fraxinet, aujourd’hui le Freinet, du latin fraxinetum. Le quartier de la Vernatelle au sud-ouest, a également un nom issu du provençal. Vernatello signifie « petite aulnaie », dérivé du provençal verno, « aulne ». Cet arbre a également donné son nom à un quartier aujourd’hui oublié, la Boal de la Verne et à la Chartreuse de la Verne.
Le chêne-liège, espèce très répandue aujourd’hui et toujours utilisée, n’a laissé aucune toponyme, contrairement au chêne pubescent ou chêne blanc, du provençal roure, « rouvre ». La Rouillère, quartier à l’est, partagé avec la commune de Ramatuelle, doit son nom à rouviero, « forêt de rouvres ». Il est toujours aujourd’hui boisé en chênes ; le nom est utilisé par le domaine viticole qui s’y est implanté. Le chêne a également donné la Font del Roure, aujourd’hui oublié.
Deux lieux ont autrefois été nommés d’après des arbres fruitiers sauvages : L’Agranasseda et Purissier, tous deux à l’ouest du village. Leur nom vient du provençal, agrenas, « prunellier », avec le suffixe -eda, « lieu planté de prunelliers » pour le premier, et peirassié, « poirier sauvage », pour le second. Cet arbre, autrefois répandu dans le Freinet, a été utilisé pour désigner un autre quartier, aujourd’hui oublié : lo Pera.
Le nom de La Font de Bregas, a été formé avec font, « source », et du dérivé du provençal brusc « bruyère », désignant la bruyère arborescente, avec le suffixe augmentatif -as,. L’ancien nom de lieu Bouis, aujourd’hui inusité, vient du provençal bouis , « buis, arbrisseau ».
Une seule fleur est à l’origine d’un toponyme, aujourd’hui oublié : Las Porraquedas, du provençal pourraco « asphodèle », avec le suffixe -eda « champ d’asphodèles »,.

### La faune
Un seul animal figure parmi les toponymes anciens : le loup. Il a donné la Colle du Loup, ancien nom de quartier aujourd’hui inusité au nord-est, près de Saint-Tropez. Le nom vient du provençal loubo, « louve », ou peut-être dans le sens « crête de montagne dentelée ». Le Val de Bois possède la même origine, tout comme Les Louboues, quartier au nom oublié aujourd’hui, aux confins de Gassin, près de Ramatuelle et de Saint-Tropez. 

### Le climat
Gassin possède trois anémonymes, dont deux se trouvent au village.
La Montée Ven Terraou est une route à l’entrée du village, menant du cimetière à la place Neuve. Son nom vient du provençal ven, « vent » et terrau, « terre ». Ven terraou signifie littéralement « vent de terre » ; il s’agit du vent soufflant du nord-ouest à Gassin, à savoir le Mistral. Il s’oppose au vent marin, qui souffle lui, à Gassin, d’à peu près tous les autres côtés. Vènt-terrau était usité autrefois depuis le Forez jusqu’à l’embouchure du Rhône et au-delà.
La Traverse du Levant , au nouveau village, doit son nom au vent d’est très humide qui souffle sur les côtes de Provence.
L’allée du Ponant est une voie située à Sinopolis qui se réfère à un vent qui souffle de façon plus marquée de l’ouest que le Mistral.

## Hommes et Dieux
Les anthroponymes abondent. Ils sont proposés comme origine, outre Gassin (selon l’hypothèse d’Élisabeth Sauze), pour le Bourrian, premier nom d’habitat connu du village et de l’important quartier Bertaud, coseigneurie de Gassin au Moyen Âge.

### Bourrian
Le lieu d’implantation d’Athénopolis étant indéterminé et les noms des installations romaines n’étant pas connus, Bourrian est le nom du premier village attesté ayant existé sur le territoire de Gassin. Le lieu d’établissement exact de cet habitat est incertain. Il pourrait être identifié avec le quartier de Villevieille ou pourrait être l’ancien nom de Gassin.
Il est connu par le cartulaire de l’abbaye Saint-Victor comme le castrum Borriani en 1056, mais n’apparaît plus dans les documents postérieurs, remplacé par Garcin pour lequel il n’y avait jusqu’ici pas de mention en tant que lieu d’habitation.
Le nom demeure aujourd’hui présent dans la rivière qui traverse la commune du sud-ouest au nord, Le Bourrian. Il existe également un quartier du Bourrian, une route du Bourrian et un domaine viticole a également pris ce nom.

Il s’agit à l’origine d’un nom de domaine gallo-romain formé autour du sobriquet burrus, « roux »,. Albert Germondy proposait au XIXe siècle une origine grecque, βορά, auquel il donne la définition de « pâturage ».

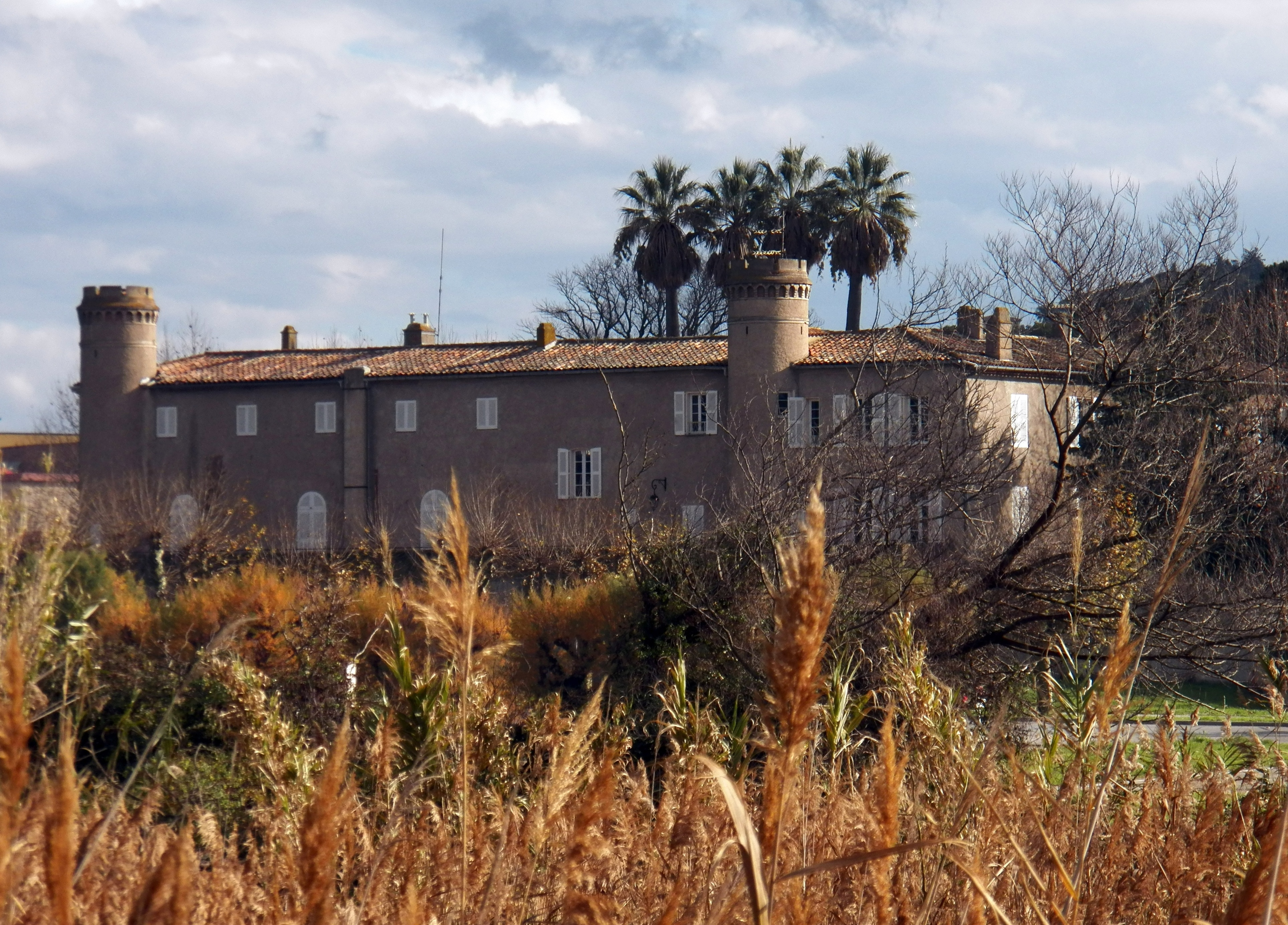
Le château Bertaud vu depuis la rive du Bélieu

### Bertaud
Le quartier actuel de Bertaud a été autrefois un vaste domaine accueillant le château Bertaud, arrière-fief de la baronnie de Grimaud, dont les seigneurs étaient coseigneurs de Gassin. Il a abrité un habitat ancien puisque les restes d’une villa romaine ont été retrouvées lors de travaux sur le site actuel de l’usine des torpilles de Naval Group.
Il a donné au cours du temps son nom à diverses entités géographiques (Colle Bertaud, le chemin de Bertaud, le Carton de Bertaud, la Plaine de Bertaud), à un pin autrefois célèbre, le Pin de Bertaud, et aujourd’hui au domaine de Bertaud-Belieu, qui assure au quartier une renommée internationale grâce à la récolte annuelle de fonds organisée par la fondation DiCaprio.
Le nom provient du nom germanique Bertoaldus, qui n’est connu ni comme prénom ni comme nom de famille dans la Presqu’île.

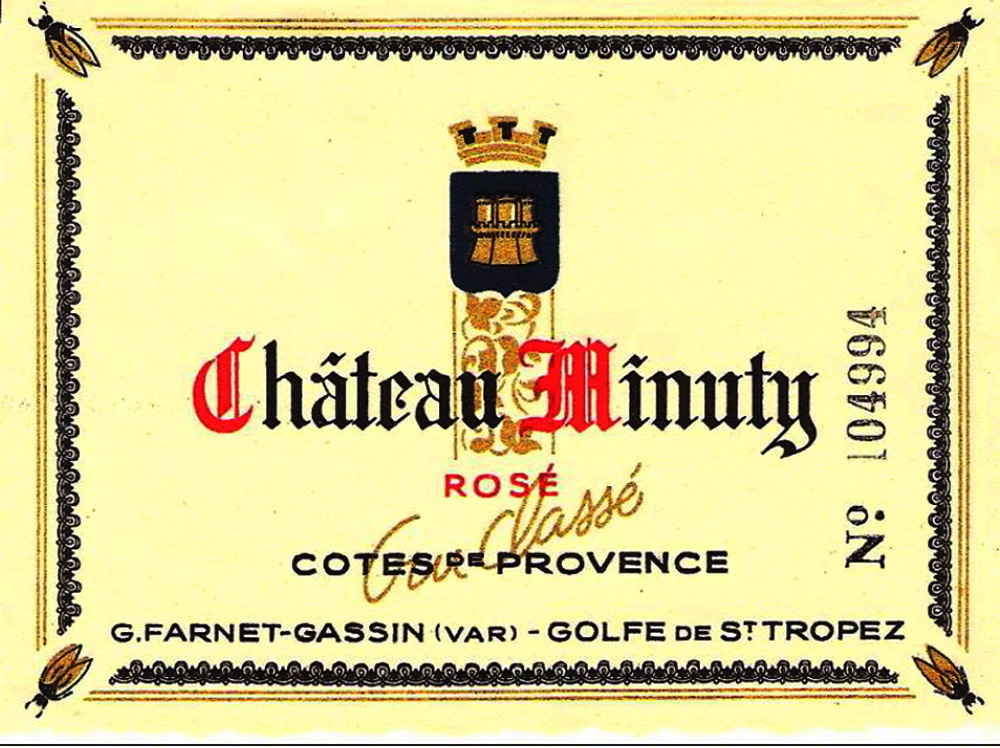
Le nom de la famille des maîtres chirurgiens Minuty, devenu nom de quartier, perdure à travers les productions du Château Minuty.

### Noms de personnes attachés à un lieu
Les noms de personnes, de familles ou sobriquets, sont très nombreux et fournissaient au Moyen Âge la plupart des toponymes. Beaucoup ont aujourd’hui disparu.

#### Prénoms et noms de famille
- Fous d’Agoust : lieu-dit entre Gassin et Ramatuelle ; du nom latin Augustus ; nom de famille attesté à Gassin encore à la fin du Moyen Âge.
- La Font d’Angaudo, Lo Prat d’Angaudo : ancien nom de pré et de source ; nom de famille non attesté.
- Le Can d’Audran : ancien nom de lieu oublié, sur l’ancien chemin de la Môle ; du nom germanique Aldramnus. Il a donné également lo Casai de Autrano , quartier situé dans l’aire du village.
- Gourbenet : du latin Benedictus, nom provençal Benezech, Benet, Beynet avec gorc (voir relief).
- Boustagnenque : ancien nom de lieu à l’ouest, entre Cogolin et le Bourrian ; du germanique Boodsteinus[26], avec le suffixe -ing soulignant l’appartenance ; nom attesté.
- La Font de Covet : ancien nom de lieu aujourd’hui oublié ; nom de famille avec font, fontaine.
- Le Pas de Domenigùin : nom d’un ancien gué sur le ruisseau descendant de l’Alartane ; du prénom Domergue, du latin Dominique.
- La Gabrielle : ancien nom de lieu aujourd’hui oublié, à l’ouest ; du prénom latin Gabriel, via l’hébreu.
- Pré Glaude : lieu-dit au sud ; du provençal glaudo, via le latin claudius, « boiteux ».
- La Boal dels Gonties : ancien nom de lieu aujourd’hui inusité, près de Cogolin ; du germanique Cunderamnus[26], qui n’est connu ni comme prénom, ni comme nom de famille dans le Golfe.
- Lo Cros de Joham : ancien nom de lieu oublié ; du latin Johannes, via l’hébreu, avec cros, « creux » (voir relief).
- Château Martin : quartier littoral, entre Bertaud et la Bouillabaisse, désignant autrefois une villa ; du nom et prénom très fréquent Martin avec le nom château.
- Lo Prat de Salamon : ancien nom de lieu aujourd’hui oublié ; sur l’ancien chemin de la Môle ; du nom et prénom d’origine hébraïque Salomon avec prat, « pré ».
- Lo Gorc de Gandolessa : ancien nom de lieu, aujourd’hui inusité.
- La Font de Grimaud : ancien nom d’une source située dans le quartier de Verdagne ; du germanique Grimoaldus[26], qui n’est connu ni comme prénom, ni comme nom de famille dans la région, et qui a donné son nom à un autre village perché du golfe de Saint-Tropez : Grimaud (Var).
- Guirroux : ancien lieu-dit aujourd’hui oublié proche de celui de Bonne Fontaine ; du prénom Gui accolé au nom Roux, tous deux attestés, ou d’une erreur de graphie de Guiraud, nom de famille germanique également usité.
- La Belle Isnarde : lieu-dit aujourd’hui oublié, situé près de Villevieille ; du germanique Isanhardus, nom de famille attesté.
- Jauffret : quartier organisé autour d’une ferme transformée aujourd’hui en camping, au nord-ouest, entre Cogolin et La Foux ; du germanique Gautfredus[26], nom attesté.
- La Mort du Luc : route menant de Gassin à Cogolin, depuis Caruby à Gassin jusqu’au chemin de la Négresse à Cogolin ; du latin Luc, via l’hébreu. Ce nom est inexpliqué. Il pourrait être le souvenir d’un accident mortel survenu à un certain Lucou, au plus tard au XVIIe siècle[27]. Il caractérise également le quartier.
- Lunaut : ancien nom de lieu aujourd’hui inusité ; du germanique Lunolt[26], nom absent de l’aire géographique.
- Le Pré Martel : ancien nom de lieu entre Bélieu et le ruisseau du Bourrian, nom de famille attesté avec le nom pré.
- Minuty : quartier et hameau au nord de Gassin, Bélieu et Barbeyrolles. Il doit son nom à la famille qui l’habitait, dont les maîtres chirurgiens Joseph et François Minuty au XVIe siècle. Le nom de famille signifie menut, « petit, grêle, menu ». Le quartier a donné son nom au château Minuty, cru classé de Gassin.
- Lo Pim de Ricardessa : ancien nom de lieu aujourd’hui oublié ; du germanique Rihhartus[26], nom attesté, avec pim, « pin ».
- Font Rolando : ancien nom de lieu oublié, situé près du village ; du germanique Ruatlandus[26], nom attesté, avec font, « source », « fontaine ».
- Salesse : nom de quartier au nord-est du village ; du nom de famille Salesse, donné par la famille de Joseph Salesse qui possédait cette terre au XVIIIe siècle[22].
- La Vinha de Tassil : nom de lieu oublié, il désignait la vigne avec un nom de famille attesté.

#### Sobriquets
- La Barate : ancien nom de lieu aujourd’hui oublié, entre Bélieu et la Rouillère ; du provençal barato, « marché ; fraude, tromperie », nom de famille attesté.
- Les Bayes : quartier entre Bertaud et Val de bois ; du provençal « baille, espèce de baquet », nom de famille attesté.
- La Vinha de Brunel : ancien lieu-dit aujourd’hui inusité ; du provençal brun, « brun, sombre », nom de famille attesté avec vinha, vigne.
- L’Ort Caminier : ancien nom de lieu aujourd’hui inusité ; du provençal caminié, « voyageur, batteur d’estrade, vagabond » et ort « jardin ».
- Lo Casai de Caravilha : ancien nom de lieu aujourd’hui inusité, situé au village ; du provençal caraviho, « chicane, tromperie, querelle », nom non attesté, avec un dérivé de casal, masure. Il a également donné l’Ort de Caravilha.
- Lou Barri de Chauvin : lieu-dit au sud du village ; du provençal barri, « remparts, muraille, fortification »[13], avec le nom Chauvin, forme francisée de Cauvin, de calv, « chauve ».
- Chic : ancien nom de lieu autour d’une ferme au sud-ouest du village ; du provençal chic, « petit ».
- Patapans : nom d’un vaste quartier boisé au nord-est de Gassin, partagé avec Ramatuelle. Il existe une piste des Patapans. Le nom vient de l’« onomatopée du bruit du tambour »[13].
- La Pissarella : ancien nom de lieu aujourd’hui oublié, le nom, qui peut évoquer le « jet d’urine » est comptabilisé comme nom de sobriquet par Élisabeth Sauze. Il signifie aussi « jet d’eau [...] filon d’eau qui coule d’un rocher » et se retrouve dans différents noms de lieux provençaux : pissaret, pissarelle, etc.
- Lo Vientador : ancien nom de lieu aujourd’hui oublié.

(Voir aussi : Coste Brigade, Font Bressat, Roucas dou Castéous.)

#### Nom d’origine
Plusieurs noms évoquent l’origine : L’Arlatane, qui désigne une source et aujourd’hui des sentiers de randonnées au sud-ouest du village. Le nom vient du provençal arlaten, arlaten, « d’Arles ». Cavaillon est ancien nom de rue et de quartier au village. Il s’agit de l’extrémité nord de l’actuelle rue Longue. 
Élisabeth Sauze classe Bagary parmi les noms d’origine. Ce quartier au nord-est du village a également donné son nom à un chemin. Le nom est attesté et répandu comme nom de famille dans le Var et plusieurs lieux des Maures portent ce nom (Plan-de-la-Tour, Cannet-des-Maures). L’ancien nom de quartier Barbantane est également issu d’un nom de lieu de ville des Bouches-du-Rhône. 
Bestagne est un quartier boisé au nord-est du village ; son nom est également porté par deux moulins ruinés et un chemin. Médecin-Champagne, quartier au nord du village, près de la plaine, est formé du nom de lieu et du nom de métier. D’autres noms sont issus de noms de lieux selon Élisabeth Sauze : les lieux-dits oubliés des Dangers, Pournain, et le quartier de Chausse. Ce dernier est enclavé au sein de La Croix-Valmer, aux confins sud-ouest de Gassin. Il abrite le domaine de Chausse.

### Hagiotoponymes et divinités
L’empreinte de l’Église est importante dans les toponymes.
Concernant l’organisation locale des croyants, il a existé une place de la Paroisse, ou Plasse, aujourd’hui place de l’Église, devant l’église Notre-Dame-de-l’Assomption. Le petit chemin qui longe l’église au nord est le passage des Bénédictins, du nom de l’ordre monastique de Saint-Benoît.
Le symbole de la chrétienté, la croix, a été utilisé pour former deux noms de quartier aujourd’hui disparus : La Crois Pinedade et La Cros del Vintador.

#### Les saints
Outre le saint patron de Gassin, saint Laurent, qui possède une rue à l’entrée nord du village, plusieurs saints catholiques sont à l’origine de toponymes à Gassin. Le saint local a donné son nom à une chapelle, un quartier, le gres de Sanct Laurens et la Vinhas de Sanct Laurens.
L’un des hagiotoponymes les plus présents célèbre le père de Jésus, saint Joseph, dont le nom a été utilisé pour une montée, un oratoire et un monument. Le Saint-Esprit a servi à nommer autrefois une rue et une place au cœur du village, aujourd’hui rue Centrale et place de la Mairie. Le nom a également été utilisé pour nommer Lo Cros de Sanct Sperit. D’autres saints encore ont été toponymisés : Saint-Bonaventure pour un quartier et un chemin au nord-est de Gassin, près de Saint-Tropez, Saint Jean qui désignait un quartier, peut-être pour saint-Jean Cassien, fondateur de l’abbaye de Saint-Victor de Marseille ; le nom de Saint Julien a été utilisé pour désigner un quartier, une chapelle et un ort Saint Martin a été inclus dans trois toponymes : le Cros de Saint-Martin, la plaine de Saint-Martin, lo Gres de Sanct Martin.
Saint Sébastien a donné son nom à un quartier entre Gassin et Ramatuelle. Il abritait la chapelle Saint-Sébastien à la sortie du village ; le chemin qui menait depuis le bourg et la porte qu’il traversait portaient également le nom de ce martyr. Le nom de la rue Saint-Sébastien a été modifiée pour devenir la rue Saint-Jean-Baptiste.
Le chemin du Puits Saint-Jean s’étend à l’extrémité sud-ouest du village. Il relie la rue Saint-Jean-Baptiste au mini-stade et aux Boucles de l’Arlatane.
L’église du village est dédiée Notre-Dame-de-l’Assomption. La chapelle est, elle, dédiée à Notre-Dame-de-la-Compassion ; elle est également connue sous le nom de Notre-Dame-de-la-Consolation.

#### Le surnaturel
L’ancien nom de lieu La Roqua del Folet est formé d’un nom de famille ou d'un nom commun associé à roqua, roche. Élisabeth Sauze l’inclut dans les éléments évoquant le surnaturel. Le village de Gassin est d’ailleurs connu comme le village des Sorcières, nom qui a donné son nom au groupe folklorique de Gassin, Leï Masco, les masques, les sorcières en provençal.

#### Déesse et dieu grec et romain
Les Grecs fondèrent plusieurs cités et comptoirs le long de la côte méditerranéenne durant le premier millénaire avant notre ère.
Le comptoir grec d’Athénopolis, évoqué par les géographes antiques Pline l’Ancien et Pomponius Mela, est situé dans le golfe de Saint-Tropez, sans qu’à ce jour aucune découverte ne puisse déterminer précisément son emplacement. Le nom vient de la déesse grecque Athéna au nom de laquelle a été ajouté le suffixe -polis, « cité ». Pline l’Ancien rattache cet établissement à la colonie de Marseille en l’appelant Athenopolis Massiliensium ; Pomponius Mela le situe entre Forum Julii (Fréjus) et Olbia (Hyères). En 2016 a été inauguré un bâtiment HLM dénommé le Neptune aux Marines de Gassin. Il fait référence au dieu romain des Mers, Neptune. La voie privée qui y mène est l’allée du Trident, attribut de ce dieu.

### Personnalités
Les noms de personnalités ont été peu utilisés dans la politique de dénomination des rues. Sept sont recensés et tous issus de l’histoire locale, ce qui peut marquer une certaine « autocélébration ». Deux viennent de l’histoire médiévale, un de l’époque moderne et quatre de la période contemporaine. L’absence de toute référence à des personnalités et évènements d’envergure nationale est notable.

#### Personnalités locales
- Rue de Germondy : rue du nouveau village, elle rappelle le souvenir de la famille Germondy, famille de notables de Gassin et Saint-Tropez, qui compta des notaires royaux, des marchands et des rentiers. La famille s’est éteinte au début du XXe siècle ; le domaine principal de la famille fut l’actuel Château Minuty[9],[32].
- Place Hannibal de Châteauneuf : cette place centrale du nouveau village a été réalisée par l’architecte François Spoerry durant les années 1990. Elle porte le nom de l’un des seigneurs de Gassin, au début du XVIIe siècle. Il fit donation de la terre de Bertaud et de la coseigneurie de Gassin à sa fille, en charge à elle de le donner à l’un de ses enfants mâles issu de son mariage avec François d’Albert de Castellane[33].
- Rue Marie-Louise Raymond : rue du nouveau village, elle rappelle le souvenir d’une habitante de Gassin qui vendit le terrain sur lequel fut bâti l’extension moderne de Gassin et donna à la commune de la Croix-Valmer le terrain sur lequel a été construit le stade municipal. Cette pratique est habituellement connue dans les grandes villes[31].
- Rue du Troubadour Rollet de Garcin : nom de rue de l’ancien village ; Rollet de Garcin serait un troubadour né à Gassin, connu par la seule plume de Jean de Nostredame, le frère de Nostradamus, auteur d’un livre fantaisiste sur les troubadours.

#### L’hommage aux soldats du 15e Corps
Trois places publiques ont été baptisées en 2016 à Gassin. Les trois parkings à l’entrée du village ont reçu les noms de trois soldats de Gassin du XVe Corps morts durant le mois d’août 1914 : Louis Collomp, Charles Giordano et Léon Martel.
C’est durant cette période que se déroula l’affaire du XVe Corps. Alors que les Provençaux combattaient au front, le sénateur Auguste Gervais diffama les hommes du XVe Corps, suivi notamment par Georges Clemenceau, pourtant sénateur du Var.
L’inauguration des plaques de rue se déroula le 17 septembre 2016 à l’occasion des Journées du patrimoine. Elle s’inscrit dans une longue action mémorielle toponymique des autorités provençales commencée dès la fin de la Première Guerre mondiale par la mairie de Vidauban.

## Le travail

### L’agriculture
La transformation et la mise en valeur des terres par l’activité agricole, centrale dans la vie des hommes depuis toujours, a conduit à la création de nombreux noms.

#### L’organisation des terres
Plusieurs noms évoquent les champs, formé avec le provençal camp, « champ, pièce de terre » et un nom, de personne ou d’arbre : le Can d’Audran, ancien nom de lieu aujourd’hui inutilisé et Champ de l’Hormeau (voir flore).  Le diminutif camboun, « champ, petit champ cultivé », a donné Cambon, quartier situé près de Ramatuelle, et Lo Campon de Mieja Via, le champ situé au milieu du chemin (vers Ramatuelle). Les terres, le terme étant compris comme parcelle, est à l’origine de Terra Longa, ancien nom de lieu oublié qui était situé dans la plaine au nord. Il est formé à partir du provençal terro, « terre », et de l’adjectif lonc, « long », « de forme allongée ». La Terra del Rodel, ancien nom de lieu oublié, également connu comme l’Iera de Rudel, a été créé sur la même forme, avec le nom rodel.
D’autres noms ont été utilisés pour les terres laissées en friche, comme Bouigue, ancien nom de lieu à l’ouest, entre les Moulières et Cros de Martin. Il vient du provençal bouïgo, « friche ». La Gastoha, ancien nom de lieu aujourd’hui oublié, sur le chemin de Saint-Tropez, est issu du provençal gastous, de gast, « désert, abandonné »,. (Voir aussi le chapitre sol).
Le nom de la rue de l’Aire, qui relie le nouveau village depuis l’école primaire jusqu’à la route des Moulins de Paillas, vient du provençal iero utilisé pour « aire à battre le blé ». Il date du début de l’extension moderne du village à la fin du XXe siècle. Le terme désignait auparavant des étendues planes sans discrimination d’utilisation et a servi dans le passé à plusieurs toponymes aujourd’hui disparus : en l’Iera del Grec, l’Iera de Montanier, l’Iera de Rudel. Il a existé également le quartier des Aires Communes, aujourd’hui oublié, dans le quartier de Saint-Sébastien, au sud du village ; il désignait une aire à battre le blé publique. Un grand projet d’aménagement du quartier de la rue de l’Aire a été annoncé au début de 2017.
Les cultures dans les terres provençales accidentées sont propices à la culture en terrasse. Plusieurs toponymes en témoignent, comme Las Terrieras, ancien nom de lieu oublié, identifié dans le quartier de la Rouillère, issu du provençal terrier, « terrasse, tertre »,. Le Sentier des Restanques est un nom de chemin de randonnée dans les Boucles de l’Arlatane. Il vient du provençal restanca, à l’origine utilisé pour désigner des ouvrages de canalisation des eaux pour les cultures, ici dans son sens actuel de murs de soutènement en pierre sèche. Il existe également un passage des Restanques, au nord-est du nouveau village.

#### Le maraîchage
Les abords du village ont été utilisés pour le maraîchage. Le lieu-dit du Grand Jardin, aujourd’hui oublié, venait du provençal jardin, avec l’adjectif grand. Il désignait probablement une parcelle destinée à la culture maraîchère. Plusieurs noms de lieux ont été formés autour du provençal ort, « jardin » ; tous ont aujourd’hui disparu. Trois étaient formés avec des noms : l’Ort Caminier, avec le sobriquet caminié, « voyageur, batteur d’estrade, vagabond », l’Ort de Caravilha, avec le sobriquet caravilho, « chicane, tromperie, querelle », et l’Ort de Sanct Jolian, dans le quartier de Saint-Julien. Avec le suffixe -as, il a donné également le quartier des Ortas, aujourd’hui oublié.
Au nord du village existait le lieu-dit Les Ferrais, près de l’actuel cimetière. Le nom vient du provençal farrajo, dans le sens de « jardin » selon É. Sauze ; F. Mistral donne « fourrage en vert, terrain en fourrage ». Le nom de lieu Favegranade, qui désignait une terre située entre Cambon et le Broc, vient du provençal favo, « fève » et du participe passé et adjectif granat,  -ado,  « fève grenue » ou « fève montée en graine »,.

#### Les vergers
La culture des arbres fruitiers est ancienne à Gassin. Certaines espèces cultivées, comme les mûriers au XIXe siècle, n’ont cependant pas laissé de trace en toponymie. Lo Vergier de Rastim, ancien nom de lieu oublié, du provençal vergier, « verger », avec le nom Rastim (?),, évoque directement la forme de culture. Les autres font référence aux arbres élevés. 
Seuls deux noms sont toujours utilisés aujourd’hui : Grafionier et Caruby. Le premier est un quartier au sud-ouest de la commune, près de Bagaréde ; son nom vient du provençal grafiounié, « bigareautier », qui désigne une espèce de cerisier. Il enclavé à l’intérieur de La Croix-Valmer, était autrefois organisé autour d’une bastide isolée près du Bourrian. Il accueille aujourd’hui notamment un village de vacances d’Air France,. Caruby est un quartier à l’ouest du village, au nord de la Mort du Luc ; le nom a été formé avec le provençal carroubié, « caroubier », arbre cultivé pour son bois, ses fruits et ses graines. Sa culture dut être importante dans ce secteur puisqu’un quartier voisin à Cogolin s’appelle Caroubier. 
La Carte de Cassini donne le nom des Orangers à un quartier situé entre Ville Vieille et Bélieu ; son nom est issu du provençal arangié, « oranger »,. 
Le nom de l’Amendier Tort, ancien lieu-dit aujourd’hui oublié, sur l’ancien chemin de Grimaud, désignait un amandier isolé, arbre répandu en Provence, du provençal amendié, avec l’adjectif tort, « tortueux ». La Figuiera de Pueygros était un nom de lieu dans le quartier de Pueygros ; son nom vient du provençal figuié, figuier, avec le nom du quartier Pueygros (voir relief). Le nom du lieu-dit aujourd’hui oublié Piras Gibbose, qui se trouvait dans le quartier de Saint-Martin, a un nom dérivé du provençal pira, « poire ».

#### La vigne
La vigne demeure depuis plusieurs siècles l’une des principales activités agricoles de Gassin.
Elle est à l’origine de plusieurs noms de lieux dont La Vignus, quartier et route (également connue comme la route départementale 89) au nord-ouest du village. Le nom vient du provençal vigno, « vigne, champ de vigne ».
Les autres sont d’anciens noms de quartier aujourd’hui oubliés : La Vinha de Brunel, dans le secteur des Moulières, avec le nom de personne Brunel, La Vinha de Tassil, avec le nom de famille Tassil, et Las Vinhas de Sanct Laurens, dans le quartier de Saint-Laurent, au sud-ouest, avec le nom du saint-patron de Gassin. Ce lieu-dit se trouvait à proximité de la chapelle Saint-Laurent.
Il existe au village une rue de la Treille, dont le nom renvoie à une maison où se trouve toujours aujourd’hui une vigne élevée en treille.

#### Les animaux
La basse-cour a laissé peu de toponymes. Le Capon désignait autrefois le sud-est du village. Son nom vient du provençal capoun, « chapon, coq châtré »,. La rue du Capon est aujourd’hui le haut de la rue de la Calade. Élisabeth Sauze propose comme explication pour la Torre del Torhel, ancien nom de lieu vers Saint-Tropez aujourd’hui oublié, le provençal torre, « tour », compris comme pigeonnier.
La plupart des toponymes issus du bestiaire sont liés à l’élevage ovin et caprin, plus pour désigner les abris que les bêtes. L’ancien nom de lieu l’Iera del Grec est issu du provençal grec, grei, « troupeau ». Trois noms sont issus du provençal boual, « étable à bœufs », dont seul le premier, Boual, est toujours utilisé aujourd’hui. Il s’agit d’un quartier situé au nord du Défend des Bœufs, sur la colline qui accueille le village. Les deux autres étaient la Boal de la Verne et la Boal dels Gonties, construits avec les noms géographique et de personne. Le Jas des Moullieres, ancien nom de lieu aujourd’hui oublié, du provençal jas, désignait un « bercail, [une] bergerie, [une] cabane où l’on enferme les troupeaux »,.
L’ancien nom de lieu aujourd’hui inusité, Los Abeurados, vient du provençal abéuradou, signifiant « abreuvoir ».
L’élevage caprin a donné La Cabriere, nom de lieu aujourd’hui oublié, entre Gassin et Ramatuelle, formé du provençal cabriero, « lieu fréquenté par les chèvres, étable ou  parc à chèvres ».
De très nombreux lieux ont été nommés d’après un prè, du provençal prat, généralement associé à son propriétaire au temps où le nom s’est fixé. Ils marquent l'état de la répartition de propriété foncière lors de leur formation. Tous les toponymes connus sont d’anciens noms de quartier aujourd’hui inconnus, situés dans les plaines  : Pré Glaude, entre la Vernatelle et Verdagne, Le Pré Martel, entre Bélieu et le ruisseau du Bourrian, Lo Prat de Salamon, sur l’ancien chemin de La Môle ; le Pré Marty, entre les quartiers des Jonquières et du Plan, ou avec des adjectifs : Prat Lonc, du provençal lonc, « long » ; Pré Fonterau, avec le provençal soteiran, « inférieur, bas », dont le nom est devenu incompris et a été modifié. Il faut encore ajouter Le Paty, lieu-dit au sud du village, du provençal pati, « pâtis, terrain de vaine pâture, pacage ; quartier affecté au logement des troupeaux, place où l’on fait reposer le bétail, où on laisse croître l’herbe ».
Parfois, c’est l’interdiction faite aux animaux d’être sur une terre qui est à l’origine d’un nom. C’est le cas du Défend des Bœufs, quartier sis entre le Bourrian et la colline de Ville Vieille. Son nom vient de l’ancien français défens, qui désignait un bois ou un pâturage à l’accès réglementé, associé ici aux bœufs.
L’élevage des abeilles est à l’origine d’un ancien nom de lieu, L’Apier, aujourd’hui oublié, issu du provençal apié, « ruche », « rucher ».

### La pêche
L’activité de la pêche est restée à Gassin artisanale avant de disparaître en tant qu’activité économique. Elle n’a laissé qu’un témoignage : celui de La Bouillabaisse, nom de rivière et de quartier à la frontière entre Gassin et Saint-Tropez. La rivière a pris le nom du quartier où elle se jette dans le Golfe.
Elle était autrefois connue comme le real de Gassin.

### L’artisanat et l’industrie
Le massif des Maures et ses nombreux chênes lièges en firent la capitale des bouchons. Plusieurs unités de production existèrent à Gassin ; elles étaient encore cinq à la fin du XIXe siècle alors que cette industrie déclinait, notamment sous son format artisanal. La rue des Bouchonniers dans le village ancien, derrière les restaurants de la place des Barris, rappelle l’importance qu’eut la bouchonnerie.
La rue des Fabriques est une rue de l’ancien village à la dénomination moderne. Une autre rue du village, la Montée de la Tubassière, qui    permet de descendre de la rue Centrale à la rue Longue, s’inscrit dans ce registre. Elle doit son nom au provençal tubassiero, « brouillard de fumée […], maison où il fume toujours ».
Les moulins furent un élément essentiel de la vie économique et de la survie. Il exista au cours du temps différents moulins à Gassin, à vent, à eau, à sang, pour produire du blé et de l’huile. Ils ont donné plusieurs toponymes : Le Moulin et Les Mollins, d’autres associés à des noms de personnes et de lieux (lo Molin Aurier, Lo Molin Rodier, lo Molin dels Benes, le Moulin Brûlât, le Moulin de Verdagne, le Moullin du Paty, les Moulins de Bestagne), d’autres caractérisant leur fonctionnement (le Mollin de l’Eau, le Moulin d’Eau, la rue du Moulin à huile) ou leur âge (l’Aire du Moulin Vieux). Élisabeth Sauze en rapproche également le nom Lo Bessalh.
Grâce à la farine des moulins, les habitants pouvaient confectionner du pain, aliment de base de la nourriture autrefois. Ils utilisaient pour cela les fours, ce qui a donné la rue du Four, au village. D’autre fours ont existé comme le Four à Chaux, qui fut autrefois un lieu-dit.
Les métiers de la tannerie ont conduit à l’invention de trois noms de quartiers, qui ont tous disparu. Les lavoirs, où étaient traitées les plantes, ont donné le Lavadou et lo Lavador. Le lieu-dit Qualquier, du provençal cauquiero, caractérisait un réservoir utilisé pour la tannerie.
La Tuilière est un quartier entre la Gare et Saint-Laurent, à l’ouest du village, dont le nom provençal, touliera, signifie « tuilerie ».
L’installation d’une usine de torpilles de la société de Robert Whitehead, l’inventeur de la torpille sous-marine automobile, a enrichi Gassin d’un nouveau toponyme, Les Torpilles. Ce lieu-dit se situe au nord de Gassin, dans le quartier Bertaud. Après sa nationalisation en 1937, l’usine a été dirigée par le groupe DCNS qui, après un peu plus de 100 ans de présence, a annoncé en 2016 vouloir se séparer du site.
L’exploitation des bois a donné deux toponymes : Carbonel, du provençal carboun, « charbon », possiblement d’un nom de famille, et Rebois, quartier dont le nom est lié au travail du bois selon Élisabeth Sauze.

### L’argent
Le commerce est à l’origine d’un nom de rue au village, la Rue du Marquât, qui désignait le marché. Elle a été remplacée par la rue Centrale.
La rue de la Tasco, au village, a remplacé la rue du Fort. Elle fait référence à la tasque, impôt qui était prélevé sur une partie des récoltes.

### Noms de métiers
Plusieurs noms de lieux font référence à un métier, possiblement via un nom de personne : Barbarie (« boutique ou métier de barbier »), Barbeyrolle, Berbeguier, Médecin-Champagne, Lo Cros de Mege et Lo Vallon de Mege. L’ancien nom de lieu La Palissade avait trait à la marine selon Élisabeth Sauze.

### Le labeur quotidien
Le Sentier des Bugadières et la Traverse des Bugadières sont deux chemins au sud du nouveau village. Le premier fait partie des sentiers de randonnée des Boucles de l’Arlatane. Le nom, donné à la fin du XXe siècle, désigne les lavandières ; il mène à un petit lavoir. Le second conduit du nouveau village au sentier.

## Habitat et constructions

### Le fort médiéval
Il reste peu de toponymes des anciens habitats. Le caractère médiéval du village apparaît dans de nombreux noms.
Le mot provençal barri, « rempart, muraille, fortification », a donné plusieurs noms toujours usités aujourd’hui. Au village, la place deï Barri, connue comme la place des Restaurants, est une promenade longeant les remparts médiévaux à l’extérieur avec un panorama variant du golfe de Saint-Tropez au nord à la baie de Cavalaire et aux Îles d’Or au sud. Au XVIe siècle, le cadastre évoque les barris vieulx, près de l’église ; il s’agit des premières fortifications, les autres étant plus tardifs. Le Barry était un ancien nom de lieu. 
Le premier quartier au nord-est du village se nomme Tras-Barry ; un chemin porte également ce nom. Il a été formé à partir de barri, avec tras , « derrière ». 
Ce nom a par ailleurs donné deux autres noms, dont le lieu-dit des Barri de Gassin au sud-est. C’est le plus haut point de Gassin, culminant à 322 mètres. Un oppidum y existait autrefois ; les vestiges ont été détruits pour la construction d’antennes dépendant aujourd’hui du ministère de l’Écologie, de l’Énergie, du Développement durable et de l’Aménagement du territoire. Le lieu est dit le Radio-Phare aujourd’hui. Lou Barri de Chauvin est un quartier à l’est du village, formé avec le nom de personne Chauvin.
Le nom du fort médiéval se maintenait dans le nom de quartier du Fort, au coeur du village médiéval de Gassin. Il a donné la rue du Fort, qui se trouvait auparavant à l’actuelle rue de la Tasco.

### Les portes
L’entrée à travers les fortifications était permise grâce aux portes. Il n’y en avait qu’une seule au Moyen Âge, connue aujourd’hui comme la porte des Sarrazins. Au fur et à mesure de l’extension du village et de l’apaisement des temps, les portes sont devenues plus nombreuses. Une entrée a été créée dans les remparts au milieu du XVIIIe siècle au nord ; elle reçut le nom de Portail Neuf ou Porte Neuve. Elle se trouvait sur les lieux de l’actuelle rue du Portail neuf.
Le Grand Portail, également dénommé le Portail real, permettait l’accès ouest du village dans les remparts. Un quartier a porté autrefois le nom de Quartier de la Grande Porte.

### Les faubourgs et au-delà
Avec l’extension du village, de nouveaux quartiers se sont créés durant l’époque moderne. Ils ont été créés en fonction de leur positionnement par rapport au village. Le Bourg, ancien nom de quartier aujourd’hui oublié, désignait les faubourgs dans la partie ouest du village autrefois hors des murs d’enceinte ; il s’agit du mot provençal bourg, mot utilisé pour désigner les faubourgs. Un autre nom de quartier existait, La Borgada, La Bourgade, où se trouvaient les maisons riches du village hors du fort, de bourgado, faubourg. 
Le quartier de Carteyron, essentiellement composé de vignobles, se situe à l’ouest du village, au sud de la route de la Vignus. Son nom vient du provençal quarteiroun, carteyron, « quart de livre, quartier d’une chose » ; nom de famille provençal. Plusieurs autres noms de quartiers, aujourd’hui oubliés, ont été formés autour de l’idée de quartier. Le Cartier Neuf, Le Cartier Souteiran, avec le mot souteiran, souterrain, et Le Carton de Bertaud, ce dernier avec le mot provençal quartoun, carton : « quartier » associé au nom Bertaud. Il existait autrefois le lieu-dit du Clos de Dessous Ville , au nom transparent, et Lo Rial de las Partidas. 
Au nord du village se trouve le quartier de Ville Vieille, qui est également le nom d’un chemin qui suit la crête de la colline où se trouve le village. Il pourrait indiquer la direction de l’habitat médiéval, le lieu d’mplantation du Bourrian. Un acte notarial de 1646 évoque cependant « lou fort dict la ville vieilhe » pour désigner le quartier du Fort au village. Le nom vient du provençal vilo, ville et vieio, vieille. Le moulin Brûlat est parfois appelé le moulin de Ville Vieille.
L’ancien lieu-dit du Pilon évoque selon Élisabeth Sauze une limite. Pilon est également utilisé pour les rochers en forme d’obélisque, sens retenu par Marianne Mullon pour Vidauban. 

### L’habitat isolé
L’habitat dispersé est à l’origine de plusieurs toponymes. C’est le cas pour les lieux-dits de La Font del Castel, le Castelas ou de La Citadelle, nom de quartier toujours usité au nord du village. Près de là se trouve le lieu-dit de la Grande Bastide au nord-est du village, près de Bertaud. Son nom est formé du provençal bastido, « bastide, maison de campagne, ferme, villa » et de l’adjectif « grande ».
Le souvenir de constructions plus modestes, voire ruinées, perdure ou perdurait dans les toponymes. C’est le cas de l’Antigalho del Gorc Benet, ancien nom de lieu inusité, dans le quartier de Gourbenet, dont le nom vient du provençal anticaio, « antiquaille ». Le mot provençal casau, « masure, bâtiment ruiné », de l’ancien provençal casals, a donné plusieurs toponymes, tous oubliés : Los Casals, lo Casal de Autrano, lo Casai de Caravilha, lo Casai de la Gastoa.
Le nom du lieu-dit des Pâris au nord-ouest, entre Cogolin, Mourteiret et Longagne, vient de pares, du provençal parect, « paroi, mur ». Les découvertes archéologiques attestent l’existence d’un habitat gallo-romain dans ce secteur.
Le nom de Regon des Villettes, formé avec l’ancien provençal vileta, diminutif de vila, « ferme, maison de campagne », et regoun, « petit ruisseau », quartier au nord-est de Gassin, a fini par être incompris. Il est devenu aujourd’hui Rogon de la Valette. (Voir parmi les hydronymes Rogon de la Valette.)

### Seigneurs et communauté médiévale
L’organisation féodale puis monarchique a laissé des traces en toponymie. 
Les défens désignent des parcelles dont l’accès était réglementé, pour la chasse ou la pâture. Il existe toujours aujourd’hui au nord-ouest du village le Défens des Bœufs. D’autres lieux-dits ont porté ce nom : Le Grant Devens, avec l’adjectif grand, Lo Devens de Sanct Julian, avec le nom de saint, ainsi que Deffensonum et Lo Devenset. Ces toponymes figurent la répartition sociale de la terre au moment de leur création.
Deux autres toponymes sont classés par Élisabeth Sauze à la communauté médiévale :
- Le Valat des Donnes : désignait un quartier au sud-ouest de Gassin, à la frontière avec La Croix-Valmer ;
- Les Fourques : ancien nom oublié, qui peut désigner une fourche[4].

Le Passage des Templiers se trouve dans la partie ouest du village. Son nom d’appellation récente évoque une hypothétique présence templière à Gassin.
La Porte des Sarrazins marque l’entrée du fort médiéval primitif. Divers noms sont associés aux Sarrasins en Provence, dont une porte Sarrazine dans le village voisin de Ramatuelle, d’autres au-delà comme à Montbrison, Saint-Julien-en-Beauchêne ou Marmande.

### Œuvres publiques et sociales
Il a existé un « ospital » au moins dès le début du XVIIe siècle à Gassin. Il se trouvait dans le quartier de Cavaillon et a ensuite été supplanté par un second au cours de ce même siècle. Il a été utilisé comme nom de quartier aujourd’hui oublié.
Les institutions publiques sont à l’origine de plusieurs noms. La place de la Mairie est l’ancienne place du Saint-Esprit. Elle se trouve au cœur du village, devant le bâtiment qui abrite la mairie depuis le XVIe siècle et qui a également servi d’école.
La Rue des Écoles est une voie du nouveau village qui commence au nord-ouest devant l’école primaire et la crèche du village pour aller au sud-est vers l’école maternelle L’Espelidou. Ce dernier nom est un mot provençal signifiant « lieu d’éclosion, où l’on fait éclore ».

## Voies de communication et de télécommunication

### Les rues du village

#### L’Androuno
La commune de Gassin s’enorgueillit de posséder la « plus petite rue du monde », l’Androuno. Elle est devenue pour cela une curiosité touristique,. À son écartement minimum en largeur, elle mesure 29 centimètres,.
Le terme vient du latin andron, dérivé du grec ἀνδρών, hommes. Il désignait chez les Grecs une partie des habitations réservée aux hommes. Pour Vitruve et Pline le Jeune, le nom caractérisait un passage entre deux maisons ou entre deux parties d’une même maison. Une autre source évoque une racine sanscrite,.
Le terme est attesté depuis longtemps et figure dans les glossaires et dictionnaires depuis le XVIIIe siècle. Frédéric Mistral, dans son Tresor dòu Felibrige, donne comme définition de ce mot, pouvant également s’écrire endrouno (a), androuio (dans le pays niçois), androun (languedoc) ou androne dans le bordelais, une « ruelle », un « cul-de-sac », un « vide qui sépare deux maisons », ou le « tour de l’échelle », pouvant encore évoquer un réduit, une cachette ou des latrines.
L’androuno peut donc être une ruelle étroite et peu engageante, et de ce fait réservée aux hommes. C’est la théorie évoquée par le chanoine François Durand. Selon Claude-François Achard, l’androuno est une « ruelle, endroit propre à se cacher ».
Constante de l’architecture des villages méditerranéens, ces « passages couverts fournissent d’efficaces remparts contre les assauts du mistral, la canicule estivale, les giboulées printanières ou les averses de neige ». Aujourd’hui, plusieurs fonctions plus ou moins fantaisistes lui sont attribuées : utilisation dans le comptage, voire la sélection selon leur grosseur, de moutons, permettre l’écoulement des eaux lors des violents orages ou empêcher la venue d’hommes en arme.

#### Les voies anciennes
Le cadastre de 1691 donnait neuf noms de rue au village, qui ont tous disparus aujourd’hui : la Rue de Cavaillon (Carrière de Cavalhon en 1575), la rue du Bourg et la Rue Droite, anciennement en provençal Carriera Recta, respectivement parties nord, centrale et sud de l’actuelle rue Longue, la rue du Four, remplacée par la rue du Vieux-Puits, la place Neuve, actuelle place de l’Église (une nouvelle place Neuve se trouve désormais à l’ouest du village), la rue du Marquat, devenue rue Centrale, la rue du Fort, devenue rue de la Tasco  - la rue du Fort remplaçant alors le Passage -, la place du Saint-Esprit, où se trouve désormais la place de la Mairie et la rue du Capon : ancien , qui est désormais la rue de la Calade. D’autres noms apparaissent comme la Carriere romaine, reliant la place Neuve à la rue Droite. Le cadastre de 1643 évoquait également le Cartier de la carrière droite.
Le cadastre de 1575 donne le camin alant a Nostre-Dame, camin allant a St Troppes, camin allant a Cogollin.

#### Les rues d’aujourd’hui
La dénomination officielle des voies du village a été tardive. Elle a parfois repris l’usage (place de l’Église, place du Portail Neuf), parfois innové (rue du Troubadour Rollet de Garcin).
La plupart des toponymes sont étudiés par ailleurs. Ce n’est pas le cas de celles dont le nom est lié lui-même à l’usage des rues.
C’est le cas de la rue Rompe-Cuou le caractère potentiellement accidentogène pour les piétons descendant cette voie accidentée a imposé ce nom (provençal mais largement compréhensible en français). Il existait autrefois une place Neuve, devenue place de l’Église. L’actuelle Place Neuve a été dénommée ainsi depuis le XVIIe siècle. Malgré son nom de place, elle est utilisée essentiellement comme route, dans la continuité de la montée Ven Terraou et de la rue Saint-Jean-Baptiste.

### Les voies extérieures

#### Les voies anciennes
Les archives anciennes donnent peu de nom de voies de communication hors du village. Les noms de ces chemins étaient fonction de leur destination : camin alant a Nostre-Dame, camin allant a St Troppes, camin allant a Cogollin. D’autres noms ont existé : Las Calrieras del Plan, du provençal carrieras rue, et plan, plaine qui n’est pas localisé, et Lo Campon de Mieja Via, nom ancien du quartier Cambon, qui rappelait autrefois son équidistance entre Gassin et Ramatuelle, formé avec le mot provençal cambon, « champ, petit champ cultivé » et mei « demi » associé à via, « chemin », la moitié du chemin.

#### Gués et ponts
L’abondance de ruisseaux et rivières, souvent éphémères, explique les nombreux toponymes évoquant les moyens de franchir ces passages délicats, ouvragés ou non. Plusieurs lieux-dits, aujourd’hui oubliés, étaient formés avec le mot provençal pas, gué, passage, associé soit à des noms, de personne ou d’objet géographique, soit à des adjectifs. Le Mal Pas était un gué sur l’ancien chemin du Plan ; il permettait de passer le ruisseau descendant du Cros de Martin (avec mal, mauvais). Le Pas de Carbounnel se trouvait sur le chemin allant du village au hameau de Barbeyrolles et servait à traverser la Berle ; le Pas de Domeniguin servait à passer le ruisseau de la source de l’Arlatane (ces deux noms étant avec les noms de personne). Le Pas de la Berle, qui se trouvait dans le quartier de Bonne Fontaine, permettait également d’enjamber la Berle.
Lo Regon del Pontilhal est un ancien nom de lieu aujourd’hui inconnu, constitué du provençal regon, « petit ruisseau » et pontilhal, diminutif de pont, « petit pont, ponceau ».

### Les grandes voies de communication
Gassin s’est trouvé à l’écart des grandes voies de communication romaine, situation qui a perduré durant le Moyen Âge et durant les siècles suivants. Les efforts réalisés sous le Ier empire ont permis un certain désenclavement routier.
Plusieurs routes sont considérées comme ayant un intérêt dépassant ceux du seul village : elles ont été nommées au cours du temps routes impériales, royales ou nationales avant de devenir des routes départementales.
Les routes départementales apparaissent dans l’histoire au début du XIXe siècle. Comme les départements, dont elles tirent leur nom du verbe latin departir, « partager », issus de la Révolution française qui divisa la France ainsi. Le mot « route » pourrait venir du latin rupta, « voie rompue », de rumpere, « briser ». Une autre hypothèse est une origine celte, rhod, retrouvée dans l’irlandais rót, l’écossais rhawd.
Les routes départementales ont été organisées à la fin de l’Empire avec deux décrets de 1811 et 1813. Elles étaient déjà sous la responsabilité des autorités départementales.
- De la route Impériale 117 à la RD 98 : Napoléon Ier est à l’origine de la route Impériale 117. Le projet de routes impériales fut lancé par Napoléon Bonaparte dans un but d’unification et de centralisation : les routes de classe 1 permettaient de relier les grandes villes de France à Paris ; celles de seconde classe faisaient le lien entre Paris et des villes secondaires. La troisième classe était formée d’autres routes, comme la 117. Longue alors de 63 kilomètres, elle reliait Toulon à Saint-Tropez. Elle apparaît sur les premières cartes d’état-major au XIXe siècle. Avec le changement de régime, elle devint en 1824 route nationale royale n° 98 puis route nationale en 1830. La route départementale 98 (RD 98) en est l’héritière[53].

- RD 98a : Longue de 6 kilomètres, la route départementale 98a relie Cogolin à Saint-Tropez, empruntant essentiellement le littoral gassinois. Elle est issue de la route nationale 98a, déclassée en 1972, puis incorporée à la RD 98 en 2006. Elle est également connue sous l'appellation de route de Saint-Tropez[54].

- RD 559 : La RD 559 s’appelait jusqu’en 1972 la route nationale 559. Cette route côtière reliait Marseille à Roquebrune-Cap-Martin, près de la frontière Italie. Créée en 1933, elle était appelée la « route de Marseille à Menton par le bord de mer »[55].

- RD 61 : La route départementale 61 relie Grimaud et Ramatuelle via le nord de Gassin (La Foux, Bertaud) en empruntant une partie de la RD 98 et de la RD 98a[56].

- RD 89 : La route départementale 89 est une route qui relie la plaine ouest de Gassin au village. Elle est également appelée route de la Vignus. (Voir le chapitre La Vigne).

### Voies avec indication géographique extérieure
Historiquement, plusieurs voies étaient appelées par la destination qu’elles permettaient de rallier : camin de Saint-Tropez, camin de Cogollin, etc. Aujourd’hui encore, la RD 98 est appelée route de Saint-Tropez.
La Route des Moulins de Paillas est le nom donné à une route moderne qui permet de contourner le village pour rejoindre le croisement entre la RD 89 et le chemin vicinal numéro 1 dit de Coste Brigade et Ramatuelle via les moulins de Paillas, situés à Ramatuelle.
La Place des Îles d’Or se situe à l’extrémité sud de l’ancien village. Elle a été dénommée ainsi en raison de la vue qu’elle offre sur les Îles d’Hyères.

### La gare
Le quartier de La Gare et le Sentier de la Gare rappellent l’existence d’une halte ferroviaire à Gassin. Elle se trouvait sur la ligne reliant Hyères et Saint-Raphaël, qui fonctionna de 1890 à la fin des années 1940. Le quartier se situe dans la plaine, à l’ouest du village ; le sentier de la Gare relie ces deux points.
C’est le seul souvenir toponymique qu’a laissé le rail à Gassin : il a existé une ligne de tramway reliant Cogolin à Saint-Tropez, qui desservait notamment la gare de la Foux.

### Les noms des voies privées
Le développement de Gassin avec le tourisme a conduit à la création de lotissements et de parcs privés qui se sont dotés de voies. Dans tous les cas connus, des choix consensuels ont été faits avec des noms d’animaux, de peintres du passé ou de clubs de golf.

#### Les peintres de Saint-Martin
L’ensemble des voies du hameau de Gassin porte le nom de peintres du courant impressionniste : avenue Paul Cézanne, allée Edgar Degas, allée Paul Gauguin, allée Armand Guillaumin, allée Claude Monet, allée Berthe Morisot, allée Camille Pissarro, avenue Auguste Renoir, allée Alfred Sisley, allée Henri de Toulouse-Lautrec et allée Vincent van Gogh.

#### Le golf
Les voies de la partie résidentielle du golf international de Gassin sont nommées d’après les plus importants clubs de golf mondiaux et les villes qui les accueillent : avenue Augusta National Golf Club, avenue Carnoustie, avenue de Chantilly, avenue Royal Saint-Georges, avenue Sotogrande, avenue Saint-Andrews et avenue Valderrama (en).

#### Les quartiers résidentiels du bord de mer
Entre la Berle et la Méditerranée, différents quartiers résidentiels modernes sont apparus.
Au nord du vaste quartier résidentiel de Sinopolis, quartier dont l’origine est inconnue, renvoyant étymologiquement à la « cité chinoise », les noms de rue sont ceux de divers oiseaux : avenue des Sansonnets, avenue des Pinsons, avenue des Rossignols, avenue des Bouvreuils, avenue des Colibris, avenue des Hirondelles, avenue des Mésanges, avenue des Loriots, avenue des Canaris et allée du Vivier. Au sud, quatre écrivains du XIXe et du XXe siècle sont honorés : Guillaume Apollinaire, Jean Cocteau, Colette, Frédéric Mistral et Paul Verlaine.
Le boulevard de Provence traverse ce quartier du nord au sud ; il est coupé par l’avenue du Rivalet, l’allée du Vallat (voir le chapitre sur les hydronymes) et aboutit à l’avenue des Patapans (voir le chapitre sur les sobriquets). À l’ouest de ce dernier se trouve l’allée de la Chêneraie et la Rouvraie (voir le chapitre sur la flore) au sens très proche. Avec le boulevard de Provence, deux autres voies structurent le quartier : le boulevard des Crêtes, où se trouve notamment la villa Belrose. L’avenue de Bello Visto tire son nom du provençal pour rappeler la belle vue. 
Certains noms sont étudiés plus haut : allée du Ponant, avenue du Val de Bois, allée des Bayes, allée des Pins Bouans, d’autres sont inconnus : avenue des Lagardes, place du Serre, allée du Haut-Treizain, allée du domaine du Treizain.

### Les télécommunications
Sur le site des Barri de Gassin, le ministère de l’Écologie, de l’Énergie, du Développement durable et de l’aménagement du territoire dispose d’un site à Gassin, appelé Radio-Phare. La piste du Radio-Phare le rejoint depuis la Rouillère. (voir Barri de Gassin).

## Origine inconnue ou incertaine
L’origine de plusieurs toponymes est hui incertaine :
- Las Allanedes : ancien nom de lieu, aujourd’hui oublié, entre Gassin et Ramatuelle, vers les Moulins de Paillas ; Élisabeth Sauze propose « peut-être métathèse pour arenada, « lieu sablonneux » » ;
- Bagré : ancien nom de lieu aujourd’hui inusité dans le quartier actuel de la Vignus et de Galambert ;
- Bélieu : quartier situé entre Bertaud et la Berle ;
- Le Brost : quartier à la limite entre Gassin et La Croix-Valmer, autrefois le Broc ;
- L’Esterau : petit cap de la cote sud du golfe, à l’est de Bertaud ; peut-être un oronyme rapproché de l’Esterel ;
- Galambert : quartier à l’ouest du village ; E. Sauze propose un composé du provençal ga, « gué », et du nom de personne Lambert ;
- Piras Gibbose : quartier situé près de Saint-Martin, formé à partir de pira, poire avec un nom inconnu ;
- Les Marres : quartier au nord-est de Gassin, partagé entre Gassin, Ramatuelle, et Saint-Tropez, habité depuis le néolithique. Aucun des mots provençaux connus ne convient ici.